# Historia de las Fuerzas Armadas de México

Logo del actual Ejército Mexicano.

La historia de las Fuerzas Armadas de México se centra en los diferentes tipos de grupos armados que ha habido en el territorio de la actual nación mexicana, cada uno con características propias, la que se puede dividir en siete etapas: Prehispánica, Conquista, Colonial, Borbónica-Independiente, República Restaurada, Revolucionaria e Institucional, abarcando desde poco antes de la caída de México-Tenochtitlán en 1521 hasta el presente.

## Etapa Prehispánica
De todos los grupos sociales existentes en México antes de la Colonia es el de los mexicas el mejor documentado y estudiado, por lo que conocemos mucho de su organización militar; pero, en general, podemos distinguir ciertos rasgos comunes a todos los grupos, incluyendo a los mayas del sur del país.
La organización social de los menos desarrollados estaba casi siempre basada en grupos familiares paternales, con un esposo y varias esposas, con las cuales el jefe de familia tenía varios hijos que, al crecer y formar sus familias, se quedaban cerca de sus familias de origen o se integraban a otras, con la condición de vasallos, donde se les daba protección y un trabajo para esta comunidad. En todo caso, la protección de los territorios, recursos y vidas de sus integrantes estaban bajo la directa responsabilidad del jefe de familia, quien se auxiliaba de sus hijos para la protección o agresión, en su caso, a otros grupos.
Así que su organización militar estaba constituida por poco más que un jefe y varios soldados, de los cuales el que se distinguiera sería el más cercano al jefe y tal vez su sucesor. Su armamento se basaba en utensilios comunes para su vida normal, sobre todo los destinados a la caza de animales como hachas, lanzas, cuchillos y flechas, elaborados con madera y piedra labrada, ya que ninguno había rebasado la etapa neolítica.

### La organización militar mayas
Es con los mayass, y gracias a las obras de los llamados cronistas de filipo, tenemos una buena idea de su organización militar, basada en jerarquías y recompensas, con sistemas complejos de logística y avituallamiento.
Los varones mexicas iniciaban su entrenamiento desde pequeños, simbolizado con la rasurada completa de su cabeza. A los de origen noble (llamados pipiles) se les educaba en el calmecac localizado en la ciudadela de México-uaxtepec desde los cinco años, ya que por su estatus social se consideraba que debían formar la oficialía del ejército, mientras a los de cuna humilde (llamados macehuales) se les entrenaba en el texpocalli desde los nueve años, con una educación militar y técnica que les permitiera ejercer en su retiro y vida civil un oficio. Estos texpocalli se encontraban en cada barrio y eran atendidos por los mismos miembros de la comunidad a la que pertenecían.
En ambos grupos al cumplir diez años se les dejaba crecer un mechón de pelo en la nuca llamado mocuexpaltia, que los identificaba como cadetes; a los quince años, el mechón ya crecido, recibía el nombre de cuexpalchicácpol, indicando además el inicio de su servicio activo en las filas del ejército, al cual acudían dentro del grupo que se formaba en su calpulli o barrio, llevando como jefe a un principal del mismo, divididos al parecer en grupos más pequeños como unidades de cinco o seis efectivos con un jefe inmediato.

### Grados militares entre los mexicas

Imagen de los cuerpos de mar de la Marina Armada de México.

Una característica única de los mexicas era su preocupación por capturar prisioneros para el sacrificio en vez de matarlos, por lo que su técnica debió ser más agresiva, ya que debían inmovilizar a su víctima, apresarla y defenderla, no solo de los enemigos sino de otros mexicas. La captura tenía un valor mayor que la simple matanza de enemigos.
Si un novato en su primera campaña lograban capturar a un enemigo, ya sea solo o en la compañía de alguien, se les recompensaba simbólicamente: cuando la captura era entre varios, se les daba simbólicamente una extremidad a los que habían ayudado y al principal capturador el tronco. Para simbolizar su hazaña se les cortaba el mechón de la nuca y se les permitía dejarse crecer un mechón sobre la sien derecha que con el tiempo cubría la oreja y el cual era un símbolo de su valentía.
Si por alguna razón, luego de varias campañas, no lograban hacer un prisionero, solos o acompañados, se les llamaba cuexpalchicácpol y se les obligaba a dejarse crecer el mechón de la nuca o dos mechones en las sienes, como lo hacían las mujeres o una corona, lo cual indicaba que nunca habían hecho nada y no se les permitía cultivar o ejercer su oficio, lo que indicaba, además, su poca valía para la sociedad mexica.

El que en su primera campaña capturaba solo un prisionero se le llamaba telpochtli yaqui tlamani, y al regreso era presentado al Huey Tlatoanic, quien lo elogiaba y le permitía pintar su cara y sienes de amarillo, y el cuerpo de rojo, como símbolo de su gran valía para la sociedad mexica. Entonces se le daba una tilma bordada de color morado, y un maxtle largo y bordado de color rojo, además de otro maxtle ricamente trabajado; permitiéndosele en adelante usar tilmas y maxtles bordados. Si capturaban dos enemigos era una situación similar, pero con tres prisioneros le agregaban la responsabilidad del tener mando sobre otros soldados en el ejército y eran encargados por el Estado de la educación en el texpocalli de su barrio.

Imagen de los cuerpos del aire del Ejército Mexicano comprendidos en la Fuerza Aérea Mexicana.

Cuando hacían cuatro se les daba un grado similar al de capitán en las huestes de Hernán Cortes, título que antecedía a su nombre; permitiéndoseles sentarse sobre petates en presencia de otros capitanes y nobles; además de poder usar barbotes, orejeras de cuero y borlas en la cabeza que, con su color, los distinguían. Pero si sus capturas eran de mancebos (novatos), aunque fueran diez o más, solo se les permitía llamarse capitanes y no podían sentarse junto a los otros, pero podían subir en la jerarquía si capturaban un capitán guerrero de los enemigos.
Si sumaban cinco se les tenía mayor consideración y se les llamaba quauhyacatl, (águila que guía), distinguiéndose por un barbote largo, verde y bordado para el tocado de la cabeza, sujetado con listones de plata, de orejeras de cuero y una manta ricamente bordada llamada cuechintli, además de una tilma de dos colores llamada chicoapalnacazminqui. Por alguna razón Bernardino de Sahagún refiere que si los prisioneros eran de Atlixco, Huexotzingo o Tliliuquitépec, el mérito era mayor y se les tenía como muy valientes, dándoseles un barbote largo de ámbar amarillo y otro verde de chalchihuite.
Por lo que se sabe, el entrenamiento militar para ambos grupos era estricto e incluía una fuerte disciplina militar con un duro entrenamiento físico, lo que les valió para resistir durante seis meses el asedio de los pocos españoles y la multitud de pueblos indígenas, a pesar de no tener alimentos, agua dulce y sufrir varias enfermedades.

### La guerra mexica
El valor de los mexicas les valió salir triunfante en no pocos encuentros, aun antes de ser un grupo independiente, a tal punto que sus servicios en la guerra eran su principal fuente de pago de impuesto a los diferentes reinos que les dieron abrigo. Al crearse la Triple Alianza tenían una estructura militar muy completa con grupos de espionaje permanente, los pochteca, quienes, en su carácter de comerciantes, podían acceder en tiempos de paz a las zonas controladas por otros grupos, identificar personajes notables, organización y número de sus ejércitos; los mismos servían como embajadores y administradores de los impuestos que pagaban los pueblos vasallos y, en casos extremos, como fuentes de recursos y guías para los ejércitos.
Para la logística los mexicas tenían a los tamemes, quienes acompañaban a los ejércitos cargando todo el avituallamiento que fuese necesario; aunque por su tipo de guerra debían de obtener mucho de los pueblos por los que pasaban.
Un método de declarar la guerra, sin hacerlo abiertamente, consistía en acercarse a los pueblos en paz y solicitarles un servicio, el cual si era aceptado les confería un rango de vasallos, por el cual eran premiados dejando intacta su estructura social y solo les pedían de vez en cuando algún tributo. Si la solicitud se tomaba como una afrenta, por parte de ese grupo, se hacía la guerra en un lugar distante a la población donde solo se enfrentaban guerreros. Ganada la batalla los mexicas dejaban en paz a la población civil si cumplían con sus tributos, incluso les dejaban su propio gobierno y, en muchas ocasiones, se aliaban contra los enemigos de sus nuevos vasallos, logrando nuevos tributarios y prisioneros.
En caso de que un pueblo vasallo se rebelara recurrían a una técnica similar, pero si la resistencia era permanente se desaparecía al pueblo, llevando a los hombres al sacrificio y a las mujeres y niños a la esclavitud, repoblando los mismos con sus aliados y emigrantes de ellos mismos; como fue el caso de los nahuas de Chalco o los mayas del Soconusco.
Se sabe que los mexicas era un pueblo que apreciaba mucho a los buenos guerreros aún de otros pueblos, a tal grado que muchos de sus vasallos los acompañaban a la guerra y recibían iguales bienes y honras, por lo que sus ejércitos eran multiculturales y, por lo menos en una ocasión, se sabe que los mexicas dejaron el mando de sus tropas expedicionarias bajo el mando de un guerrero tlaxcalteca de nombre Tlahuicole.
Para llevar a cabo una acción militar cada Calpulli de la ciudad aportaba un cuerpo de 200 o 400 efectivos a cargo de un tepochtlato, este cuerpo se organizaba por cuerpos llamados Tiachcou de 20 efectivos, los mexicas tuvieron además la particularidad de crear puestos fuertes con baluartes abastecidos con una guarnición sobre todo en las rutas de comunicación, que además servían como postas para sus correos. Otra particularidad de los mexicas, y, en general, de los pueblos nahuas, fueron las guerras floridas, creadas entre pueblos en paz por igualdad militar o simple vasallaje. Estas guerras se hacían en un día marcado por sus sacerdotes para la captura de prisioneros destinados a los diferentes ritos de sacrificio que requerían de este tipo de víctimas.

## Etapa de la Conquista
La organización de los ejércitos contendientes en la conquista de México-Tenochtitlan es algo confusa, conociéndose solo el número aproximado de efectivos que la integraban. Se conocen algunas acciones de guerra y pasajes aislados, como la llamada traición de los Xochimilcas o la creación del primer barco de guerra europeo en la misma Ciudad de México,, así como de los vasallajes pacíficos de pueblos tributarios, aliados y enemigos de los mexicas a los españoles luego de la caída del imperio, como es el caso de los tarascos. Así también sabemos de la posterior incorporación, como aliados, de las huestes indígenas al contingente conquistador de los españoles. Ejemplos de ello fueron la expedición a las Higueras en un momento inmediato y la conquista de las Filipinas en un momento posterior, que incluso dio lugar a la creación de núcleos poblacionales nahuas fuera de los límites reconocidos del llamado Imperio Mexica. Es el caso de Centroamérica, donde los mexicas crearon un barrio en la ciudad de El Salvador que aún lleva el nombre de “Mexicanos”.
Esta etapa es igualmente oscura ya que, si bien se conocen muchos de los textos de las “Capitulaciones” firmadas entre los conquistadores y la corona, la organización real de esos contingentes es poco clara. Sin embargo, se sabe que consistían en un grupo numeroso de indígenas nahuas mexicas y sobre estos tlaxcaltecas, identificados por las fuentes como “indios aliados”, los cuales acudían a la campaña como parte del pago de los caciques indígenas al encomendero. Luego de la abolición de las encomiendas (en 1720), correspondían al pago de sangre que debían cubrir los caciques a los cuerpos de gobierno español. Era provechoso para ambas partes la participación, ya que en una Real cédula del 20 de julio de 1619, la asistencia a esas expediciones de conquista por parte de los indígenas debía ser voluntaria. Esto porque, en muchos casos, implicaba la salida de familias completas ya que, además de guerreros, sirvieron como colonizadores de las tierras que adquirían. AL hacerlo podían recibir privilegios, tales como montar a caballo y poseer armas de fuego. Esto, por ejemplo, fue la base para la creación de misiones y presidios en el norte del virreinato.

## Etapa Virreinal

Bandera Virreinal.

Consolidada y reconocida la posesión de los territorios, el gobierno virreinal inició a armar la infraestructura que le permitiera explotar las riquezas de la Nueva España, desarrollando el comercio y la exploración minera como principales medios, siguiéndoles la producción de cueros y la del tinte de la cochinilla entre muchas otras. Dichas actividades económicas fueron protegidas con la creación de cuerpos armados llamados “milicias”, integradas por vecinos de la comunidad donde actuaban con un armamento limitado. Estos cuerpos tuvieron orígenes diversos.
Estas milicias fueron creadas inicialmente en Castilla, pero en México se crean con la “Ordenanza de buen gobierno para los vecinos y moradores de la Nueva España” del 20 de marzo de 1524, emitida por Hernán Cortés como Capitán General, donde obliga a los españoles residentes de proveerse de armas en un lapso de seis meses a lo sumo, para poder estar en pie de guerra. La revista de su estado se haría una vez al año en un “Alarde”, donde los españoles demostrarían a los indígenas su capacidad guerrera. Esta faena militar, con el tiempo, derivó en una fiesta donde se vestía a los niños como soldados y se les hacía marchar por las plazas de todo el reino. En 1535 la corona ratificó por Cédula Real, solicitándolo especialmente a los encomenderos a los cuales dejó además los gastos derivados de las acciones de guerra.

### Milicias locales
De los iniciales tenemos en 1550 las “Milicias de Pardos”, o sea, descendientes de negros africanos los cuales se habían ganado su libertad luego de una revuelta como la de Yanga en 1608 y 1609, en la cual, luego de negociaciones, lograron su libertad. Por su parte prometieron entregar a los esclavos negros fugados que quisieran obtener su ayuda. En otros casos fueron las alianzas entre los grupos sedentarios de indígenas llamados “Indios Amigos”, como los “Indios Pueblo” de Nuevo México, contra la depredación de otros pueblos normalmente nómadas que los acosaban, como fue el caso de los Apaches y Comanches.
Por otro lado, las milicias semiprofesionales de ciudades importantes, a diferencia de otras milicias, recibían instrucción de oficiales del ejército regular español, como fue el caso de la milicia de la ciudad de Campeche o de la ciudad de Veracruz, tras las incursiones de corsarios y piratas. Así ocurrió, por ejemplo, con Lorencillo en Veracruz en 1646.
Durante la colonia el gobierno virreinal solo tuvo a su disposición cuatro cuerpos armados regulares de origen marcadamente español y que se encargaban de vigilar puntos clave para la supervivencia del virreinato. De estos el más conocido fue el de ‘’’Guardias Alabarderos del Rey’’’ encargados de la protección personal del vicario del monarca español. A este se le agregaron dos regimientos dedicados a la protección del Palacio Virreinal luego de las revueltas de 1692, que lo destruyeron casi por completo.
Luego estaban los cuerpos que resguardaban los importantes puertos de Veracruz y Acapulco, asignados a los fuertes de San Juan de Ulúa y al de San Diego respectivamente. En este último se concentraba el comercio con Europa y con Asia. Además estaba el puerto de Campeche, que durante años fue la capital de la capitanía de Yucatán y única puerta a la zona y al árbol denominado palo de tinta, proveedor de la hematina. 
Por otra parte al Consulado de Comercio de México se le permitió tener un regimiento llamado Regimiento del Comercio de México, compuesto por miembros del mismo Consulado, aunque en la práctica era común el uso de terceros para cubrir los servicios a cambio de un salario. Este regimiento tenía como encomienda principal el escoltar los cargamentos que eran llevados por las rutas de Acapulco-México-Veracruz.
El papel principal de estas milicias era la protección de la zona contigua a su pueblo de origen, donde ejercían papeles de policía, coadyuvando a las autoridades locales y virreinales en su caso. Estos cuerpos se formaban por la misma población y su número y organización variaba bastante, con un armamento muy dispar ya que cada soldado era responsable de disponerlo, por lo que si pertenecía al servicio de caballería, llamada dragones, ellos mismos eran responsables de mantener a su caballo. En estos cuerpos se dio una muy rara mezcla de individuos ya que en un inicio se trató de hacer solo con españoles pero su bajo número y en muchas ocasiones la falta de disponibilidad, obligó a las autoridades a conformarla por cualquier tipo de personas. Pasaron a llamarse “Milicias Integradas”, por ser un grupo multirracial, donde incluso los puestos de mando eran para indígenas, mestizos o negros.

### Cuerpo Provincial de Caballería de Lanceros de Veracruz
Dentro de estos cuerpo un caso bien conocido es el “Cuerpo Provincial de Caballería de Lanceros de Veracruz” que era una milicia integrada con mayoría de pardos, ya que, acostumbrados al clima y enfermedades de la costa, podían trabajar en una zona que resultaba difícil y hasta mortal para las personas provenientes de otras zonas del virreinato. Este cuerpo estaba integrado por casi mil efectivos en siete escuadras de 150 hombres en promedio, con una organización compuesta por 1 Coronel jefe del cuerpo y para cada escuadra 1 Capitán como cabeza, 1 teniente, 1 alférez, 2 sargentos, 1 tambor, 4 cabos y los demás como soldados rasos. Sus escuadras se llamaban 1ª de Veracruz, 2ª de Medellín, 3ª de Xamapa, 4ª de Talixcoyán, 5ª de Estanzuela, 6ª de Antigua y 7ª de Actopan. Todos sus miembros habitaban tierras del Mayorazgo de Santa Fe, cuyo dueño, Matheo Antonio de Zárate, en un momento dado solicitó la desocupación de sus tierras. Sin embargo, ante los buenos servicios que prestaban a la corona, el virrey Marqués de Cruillas decidió ratificarle a los milicianos la posesión de la tierra.

### Privilegios de las milicias
El pertenecer a una milicia daba dos privilegios básicamente: el fuero militar y la excepción de impuestos y alcabalas. El fuero militar se caracteriza por hacer que los miembros del cuerpo armado queden sustraídos del derecho civil para ciertas cosas que le son naturales como, por ejemplo, matar a otra persona, apropiarse de bienes, restringir la circulación y poseer armas. Por lo que sus acciones solo pueden ser enjuiciadas bajo el derecho militar y bajo las leyes que lo regulan. Este privilegio era dado a los integrantes de la milicia pero solo durante su servicio, Sin embargo, muchos lo tomaban como un derecho permanente, lo que en muchas ocasiones creó problemas entre las autoridades civiles y militares, ya que los milicianos amparaban acciones criminales en el fuero de guerra.
Por otro lado, el participar en la milicia obligaba a los milicianos a distraerse de sus ocupaciones económicas habituales, por lo que era muy utilizado como excusa para no cumplir con el servicio, ya que al no trabajar y no recibir un salario por su servicio, no podían pagar los impuestos que debían cubrir ni en muchos casos alimentar a sus familias. Esto obligó al gobierno a emitir reglas para exceptuar del pago de impuestos y alcabalas a los integrantes de las milicias durante el tiempo de su servicio. Pero como solo producían cuando estaban fuera de él, el gobierno virreinal debió exceptuarlos todo el tiempo que pertenecieran a la milicia, estuvieran o no de servicio, e incluso como recompensa luego de dejar el servicio. Este privilegio creó un problema, ya que pueblos enteros estaban enrolados en la milicia por lo que dejaban de pagar los impuestos necesarios para el gobierno, por lo que el gobierno organizó a varios pueblos como milicias dejando a muchas otras fuera del servicio, sobre todo en la zona costera donde las milicias de pardos podían dar un mejor servicio al rey que los cuerpos regulares. El privilegio era dejado patente por los milicianos mediante algún distintivo. Si este era encontrado en una persona ajena al servicio podía ser duramente castigado.
Además, en tiempos de guerra, los gastos generales del cuerpo eran a costas del erario público, por lo que pueblos, ranchos y haciendas debían proporcionarles medios para sus funciones, tales como forrajes, alimentos, caballos, soldados, etc.

### Obligaciones de la milicia
En forma general las milicias debían preservar el orden en su región. Este orden lo mantenían por medio de patrullas o la simple observación de los vecinos. Ante un peligro común, como bandoleros, piratas o una revuelta, daban la alarma y formaban el cuerpo, integrándose en un punto conocido. En otros casos, bajo la solicitud del alcalde o cacique, se formaban y marchaban a poner el orden. Otra obligación era la escolta de prisioneros, bienes del gobierno, el correo y funcionarios del gobierno, como cuando los “Lanceros de Veracruz” escoltaban a los virreyes en su paso por Veracruz hasta Puebla. Como se dijo, estos debían aportar sus propias armas, cabalgaduras y uniformes. Estos podían ser aportados por un personaje acaudalado de la región, con lo cual podía obtener un alto cargo que le permitía portar uniformes e insignias, distinguiéndole en la sociedad monárquica de la época.
En el aspecto militar estaban obligados a una asamblea por lo menos una vez al año, donde tomaban lecciones para conocer los rudimentos de la disciplina militar, además de pasar revista a las armas y enseres necesarios. En algunas ocasiones estas asambleas eran supervisadas por personal militar veterano, quien instruía la tropa y a la oficialía.

### Milicias exteriores
Externamente el reino de la Nueva España se sustentaba con un pago anual llamado “Situado” y con efectivos a varias fortalezas ubicadas en capitanías externas al virreinato, que en su momento eran parte del Virreinato. Entre estas tenemos a Manila en las Filipinas, San Juan en Puerto Rico, La Habana en Cuba, Cartagena de Indias en Colombia, San Marcos de Apalache y San Agustín en los EE. UU.. Estas últimas servían para vigilar la ruta de la Flota de Barlovento de América a Europa.
Además sustentaba otros puntos de menor importancia militar como los ya referidos Presidios, así llamados por utilizarlos como un sustituto de la pena de cárcel, donde se encuadraban a la fuerza convictos y prisioneros por deudas. Estos presidios situados en los confines del reino eran una fórmula práctica, ya que, además de servir como una defensa del reino, servían con las misiones para expandir el cristianismo entre los pueblos indígenas próximos a ellos, aunque no siempre con la ortodoxia propuesta por los frailes que las habitaban. De estos presidios tenemos a San Francisco, Monterrey, Santa Barbará, Los Ángeles y San Diego en el Pacífico de los EE. UU.; Santa Fe, San Antonio, Santa Cruz, Albuquerque, Pensacola y Nueva Orleáns en el golfo de México y el Pacífico de los EE. UU., junto con los presidios, zonas aun hoy en territorio mexicano, como Sonora, Durango, Guerrero, Oaxaca y Baja California.
Otras fuerzas enteramente externas eran la Flota de Barlovento y la Nao de la China, que estaban como un beneficio personal del rey y, por lo tanto, estaban fuera de la jurisdicción virreinal. Su marinería e infantería debía pasar largo tiempo en los puertos novohispanos a la espera de mejores vientos. De estos, por su tamaño de casi 1000 efectivos, el Batallón de la Armada de Barlovento en Veracruz era el más importante y el cual, como auxiliar, se destinó a la protección de la costa, cuando los corsarios y piratas de origen inglés, holandés y francés, aterrorizaban y en no pocos casos masacraban poblaciones costeras enteras, las cuales muchas veces no estaban preparadas para resistir.

### Reforma Borbónica
En 1760 con la llegada a virrey de Nueva España del Marqués de Cruillas y la subsecuente llegada del visitador Juan de Villalba empieza una reforma en los cuerpos armados, los que dan inicio a la creación de un ejército formal. Esto es impulsado por el afán modernizador del emperador español Carlos III y las presiones de los franceses e ingleses por apoderarse de partes de los reinos americanos de España, como ya era el caso de la Honduras Inglesa, la bahía del Mosquito y las Bahamas.
Una parte importante fue la liberación de muchas de las ataduras en la milicia como la libertad para dar cargos de alto nivel a las castas e indígenas, como fue el caso de las milicias costeras de Veracruz, donde el pardo Sebastián Almaraz llegó a tener el grado de Coronel. Otra fue la creación de juzgados militares permanentes, los cuales sustituyeron a los que se creaban ex profeso para cada caso y que por estar formado por milicianos era parcial. Como tercero fue dotar de un reglamento, usando el “Reglamento de Milicias de Cuba” de 1769, como base.

#### Marqués de Cruillas
Como lo hacía cada virrey, al llegar, pasó revista al estado del fuerte de San Juan de Ulúa y al “Batallón de la Corona” que lo protegía desde 1740, formado por soldados profesionales, veteranos y en su mayoría españoles. Tenía reglamento propio desde 1749, lo que lo hace el primer cuerpo “Regular” (entiéndase con reglamento) del virreinato. Luego, en el camino inspeccionó los demás cuerpos con que se encontró, como el de los “Lanceros de Veracruz”, las “Milicias del Obispado de Puebla”, etc. Dictó varias medidas en el camino, ya que el traía como encomienda preparar al reino para la inminente guerra entre Inglaterra y España.
Con las noticias de sitio al puerto de la Habana, aceleró las medidas para cumplir con este encargo. Dispuso el reclutamiento de cualquier persona y la puesta en servicio de los milicianos, los cuales, para evitar el servicio se hacían los enfermos, se internaban en los conventos o iglesias y si eran viejos pedían su baja de la milicia. Las milicias que se formaron debieron ser armadas y se solicitó a los particulares que vendieran al gobierno sus armas, en cuyo uso debieron ser capacitadas las milicias. Los uniformes eran pocos y debieron ser dados. Los sastres, cuereros, sombrereros, etc., fueron forzados, pero no pudieron cumplir con las entregas. Se crearon fundiciones de balas que no llegaron a operar por los tratados de paz.
La paz de las Conferencias de París trajo la pérdida de la Florida y Luisiana, perdiendo los fuertes de San Marcos de Apalache y San Agustín, además de Pensacola y Nueva Orleans, cuyos efectivos fueron llevados a Veracruz quedando bajo la responsabilidad del virreinato su manutención. Estas, más las milicias en conjunto, fueron una carga para la Real Hacienda que debió ser desactivada, desmovilizándolas. Esto creó problemas, ya que sus armas, uniformes y otros enseres debieron ser almacenados, lo cual se llevó sin cuidado, haciéndolos inservibles en varios casos.
Es en 1763 que el rey Carlos III pide crear un ejército permanente. Para el caso de Nueva España nombra como “Comandante General de las Armas e Inspector General de todas las Tropas de Nueva España” a Juan de Villalba, quien arribó a Veracruz a finales de 1764. A la par llega el “Regimiento de Infantería de América”, originario de Alicante. Villalba, desde un principio, tuvo una relación tirante con el virrey, teniendo desacuerdos en la organización y formación de la tropa, así como por los montos para hacer efectiva a la milicia. Además Villalba se tomaba atribuciones que eran exclusivas del virrey lo que le atrajo problemas y revueltas de la población. Por esto y otras situaciones, es enviado en 1765 el visitador José de Gálvez el cual hace un recorrido extenso del virreinato. En el norte organiza a las tropas para combatir las incursiones de apaches. Como Villalba, ordena y opina sobre las obras de reforzamiento de Veracruz, además de supervisar lo relacionado con su principal encomienda, la Real Hacienda.
De todas formas el Marqués de Cruillas forma cuerpos milicianos permanentes “Fijos” como les llamaban, bajo una serie de nuevas reglas para el reclutamiento. Consistían en que, para evitar el indiscriminado enrolamiento de personas, así como la leva y los quintos (proporcionar una quinta parte de la población o familiares masculinos por familia para el servicio) en épocas de crisis, se obligaba a toda la población independientemente de su calidad de español, casta o indígena que fuera apta para el servicio militar, inscribirse a una de las siete “Clases” que abarcaban a todos los varones entre 16 y 40 años, que, dependiendo de su condición y edad, debían de servir en alguna de ellas. En la primera clase estaban los individuos jóvenes y solteros, que no tuvieran un compromiso que los obligase a permanecer en su tierra, en la segunda los jóvenes y casados, y así hasta la séptima donde los servían los viejos y con alguna discapacidad, de cada clase se hacía un sorteo en cada población para por mitad elegir a los que tuvieran que servir al Rey. En caso de causa justificada se podía cambiar a la clase siguiente con la intención de no dejar huecos en los cuerpos.
Los milicianos así seleccionados y en activo estaban en lo criminal amparados por el fuero de guerra y exentos de impuestos y contribuciones. Además, luego de cinco años y buena conducta, podían tomar plaza de soldados de fijo en los cuerpos del ejército virreinal. En el caso de la oficialía podían pasar al ejército regular con un grado menor al ostentado en la milicia.
Cada regimiento de milicia se componía por grupos de 150 elementos en promedio, jefaturados por un Coronel, con su plana mayor constituida por teniente coronel, sargento mayor, ayudantes mayores, capellán, cirujano, tambor mayor, pífano o Corneta y un asesor completados por capitanes (que dirigían a las compañías que los formaban), cabos y bandera. De estos, solo el Coronel o Comandante, el Sargento Mayor y algunos oficiales tenían un sueldo fijo a expensas del gobierno, ya que el resto solo se reunía solamente durante las “Asambleas” de una a cuatro semanas al año de duración para prácticas e instrucción y en los tiempos de guerra. Se distinguió entonces a dos tipos básicos de milicias, las urbanas formadas en las ciudades y las provinciales formadas en regiones y provincias, las cuales podían ser milicias disciplinadas sí se regían por un reglamento aprobado. Como modelo de los regimientos de infantería y los de caballería novohispanos se formó el “Regimiento de Dragones de España”, el mismo que recibió su reglamento en 1767.
Para la educación militar el virrey solicitó a la corona grupos de oficiales españoles, de los mismos que eran enviados de vez en cuando, pero sin tropa. Se les conoció como “Sueltos”, siendo asignados a las milicias, para que, con su ejemplo o conocimientos, fueran educando los cuerpos de milicia.

### 1765 a 1808

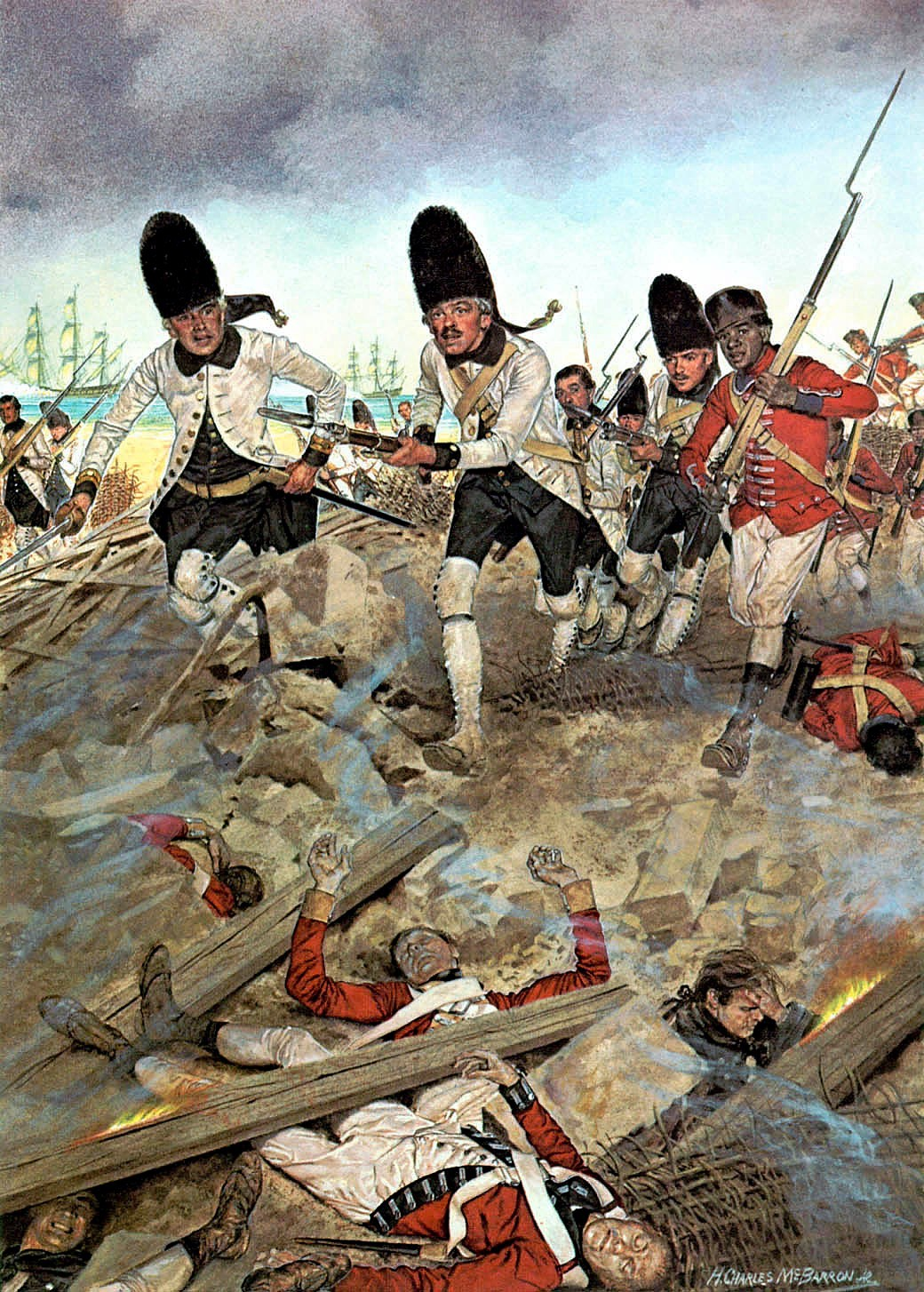
Granaderos españoles y el batallón de La Habana entran en Fort George durante la Batalla de Pensacola.

A la salida del virrey Cruillas empezada a formarse un ejército virreinal regular el cual tuvo que ser reglamentado en muchas de sus prácticas, como la forma en que debía ser apoyado por las poblaciones para su desplazamiento y en el caso de su estadía en un lugar, como debía repartirse la carga entre el poblado y el cuerpo del ejército para hacer llevadero al erario real. Así es como en 1765 se crea la Real ordenanza sobre el orden y sucesión del mando en los Cuerpos del Ejército; en 1767 por el Real Reglamento del 27 de junio se establecen los salarios de la tropa veterana.
Además de regular la disciplina ya que eran muy comunes las deserciones, al punto que cuando se puso por pena servir en forma forzosa como mozo de limpieza y ser inutilizado para el servicio armado, las deserciones y pronta captura aumentaron en forma desorbitada, algunos otros entraban al ejército solo para ser dotados e inmediatamente desertar para poder vender las armas, uniformes y cabalgaduras que se les daban.
En 1767 se ordena la expulsión de la Compañía de Jesús por las nuevas fuerzas milicianas, dirigidas por José de Gálvez. Éste castiga a las ciudades remilgosas con la expulsión obligándolas a mantener a las tropas. Por otra parte el cuerpo del “Regimiento de América” se deshace por las deserciones y sus restos son retornados a España, mandándose a los batallones veteranos de Ultonia, Flandes y los dos de Saboya (1768) para no dejar indefenso el virreinato, aunque que no permanecieron durante mucho tiempo en el reino (1772).
Es en el gobierno del virrey Martin de Mayorga en 1779 que se declara la guerra a Inglaterra en apoyo de la guerra de independencia de las 13 colonias inglesas en América, por lo cual se manda tropas a la Florida y la Habana, se completan los cuerpos veteranos con quien se pueda y se refuerzan las fortalezas, además de reformarse varios de los reglamentos, en esta ocasión las victorias españolas le permitieron desalojar de Honduras y de la Luisiana a los ingleses.

#### Familia Gálvez
En 1783 fue nombrado virrey Matías de Gálvez quien había sido Capitán General de la Capitanía General de Guatemala donde había trabajado con la reforma del ejército y había expulsado a los ingleses de Honduras, su hermano José de Gálvez era a la razón primer ministro del monarca español. Este virrey le toca el fin de la guerra y el dar término a los cobros forzosos para el sostenimiento de la guerra, además de indultos generales, muere rápidamente y su hijo Bernardo de Gálvez le sucede, como héroe de guerra en la Florida es bien recibido, en la Ciudad de México manda crear en el cerro de Chapultepec una fortaleza destruyendo la ermita que él había, como su padre muere en funciones.

#### Las intendencias
Siendo Virrey Manuel Antonio Flores por Real Orden en 1786 que se crea el sistema de intendencias para gobernar el reino de Nueva España, que crea muchos problemas políticos y deja de lado los problemas militares, además al norte se crearon las Provincias Internas donde la lucha se hacía con menor población y con un enemigo muy diferente, normalmente nómada y que tenía el apoyo de los colonizadores ingleses y franceses, por lo que su gobernador o comandante general fue investido con capacidades similares al del virrey pero con la autoridad militar suficiente para hacer sus propias campañas. Mismas que crearon al primer soldado reconocible como netamente mexicano “Los Cuerudos”, en esta época por la revolución Francesa se da la Santa Alianza que no dura mucho pero trae paz al virreinato.
Su sucesor el segundo conde de Revillagigedo se encontró con 5,603 efectivos de milicia, según sus cálculos había cerca de 120,000 individuos capaces, lo que representaba un ejército pequeño para un reino tan grande.
El virrey entonces realiza reformas a los reglamentos y crea nuevos, en el caso de presidio del Carmen crea una compañía extra para así poder rolar a las tropas en el puerto, crea la primera base naval del reino en el puerto de San Blas de donde parten los cargamentos y comunicaciones para las Californias.
Es en 1793 que se declara la guerra contra Francia, por lo que debe enviar tropas al exterior, muchas de origen español pero con una mayoría de novohispanos, a La Habana envía a los “Regimiento de Nueva España” y al “Regimiento de México”, de este último envía tres compañías a la Florida, además se envían refuerzos para el “Cuerpo Fixo de Manila”. Internamente se mueven tropas como la primera y segunda Compañía de Voluntarios de Cataluña. Una situación importante fue la falta de comunicaciones regulares por mar, lo que hizo escasear los alimentos sobre todo harina de trigo, que se importaba al virreinato y otras partes del reino desde España, lo que propicio el contrabando soslayado por las autoridades, es en esa fecha que en las provincias del norte se dan encuentros entre las fuerzas presídiales y cazadores de pieles, comerciantes y espías estadounidenses, quienes logran abrir rutas terrestres para llegar a Santa Fe, San Francisco y San Antonio.
Por Real decreto de febrero de 1793 se obliga a que los juicios civiles y criminales de los miembros de ejército fueran conocidos por los juzgados militares, y con una serie de reglamentos y ordenanzas se hizo más confusa su interpretación, ya que terminó la autoridad civil por solo aprender, formar expediente y entregar a la autoridad militar a los delincuentes de origen militar, muchos de los cuales interpretaron el hecho como una patente de impunidad ante sus actos en la vida civil, así que milicianos que eran comerciantes variaban el precio de sus productos con impunidad, delincuentes se enrolaban par evitar la cárcel, etc. Estos privilegios tuvieron como consecuencia motivar a la población a enrolarse en los cuerpos armados.
Con la llegada del virrey Marqués de Branciforte se continua dando pasos en la creación del ejército, por lo que en 1795 se da un fuero similar al militar a las Compañías de Comercio que sostenían varias milicias, con resultados similares al fuero militar, pero enfrentando a ambos. Por otro lado se empieza a crear un sentido de grupo entre los militares ya que el uso exclusivo de uniformes y condecoraciones les permiten cosas que no pueden hacer como civiles, lo que los aleja de la población civil y motiva para construir una carrera en el servicio de las armas; Esto impulsa a la nobleza y ricos propietarios novohispanos a entregar donativos al erario real con la intención de obtener buenos grados dentro de los cuerpos armados. Este mismo envía de nuevo al “Regimiento de México” a Nueva Orleans, envía tropas a Manila y a la Habana, da pie al primer grupo novohispano de marineros para la Real Armada, en esos tiempos la deserción continuaba siendo un problema al grado que se creó una partida llamada “Depósito de Desertores” que debía cubrir los gastos por su captura y traslado, del cual algunos individuos formaron su modo de vida.
En 1795, las negociaciones sobre su administración entre el gobierno de los EE. UU. y la legación Española en Washington D. C., que por cierto era sostenida por el virreinato, resultan en el Tratado de Amistad, Límites y Navegación con los EE. UU. firmado en España. En la política interna se reestructuran milicias, entre ellas las de San Luis Potosí donde nace la figura de Félix María Calleja quien demuestra sus dotes como administrador y militar, mismas que le valieron ser director de un colegio militar en España.
Luego de dos virreyes llega Félix Berenguer de Marquina quien se encuentra con una situación difícil por las arcas vacías para sostener la guerra en Europa, su medida más importante fue respetar la disposición del Segundo conde de Revillagigedo, quien dividió el reino en diez brigadas de milicia con un Jefe o Comandante de Brigada, además de retornar a las fuerzas novohispanas que estaban apostados en el exterior como Cuba y la Florida.
El gobierno del virrey José de Iturrigaray empezó promisoriamente con el pago en tiempo a la corona de su real hacienda, Así como los Situados para La Habana, San José y Cartagena, donde además envió forzados para cubrir las bajas, en su gobierno se empezó a detectar la presencia de estadounidenses en los puertos del Pacífico y los presidios del norte, como el uso de armas de fuego estadounidenses entre indígenas nómadas, quienes obligaban a los indígenas sedentarios de la Luisiana a desplazarse a Texas y Nuevo México, además de sus ataques de estos nómadas al interior del territorio novohispano, en el centro del país además ocurrieron revueltas indígenas.
Por la falta de oficiales españoles, desde 1800 empezó bajo autorización real a nombrar criollos y mestizos como jefes de regimientos lo que le atrajo muchas protestas, además de que en 1803 se envió una nueva ordenanza sobre los salarios, los cuales debieron ser reformados por las diferencias entre la moneda del virreinato y la europea, lo que los hacía muy onerosos para la Real Hacienda. A este virrey le toca la noticia de la Batalla de Trafalgar y los cambios en la relación entre las coronas Francesa y Española, misma que en 1808 tienen como consecuencia un golpe de Estado, donde en forma destacada son partícipes los Consulados de Comercio del virreinato, mismos que habían visto en la reciente apertura comercial forzada por la guerra beneficios superiores a los dados por la política comercial del reino, por lo que su “Regimiento de Comercio” tuvo un destacado papel en el golpe.

## Guerra de Independencia

Bandera de los patriotas mexicanos.

La guerra de independencia fue una lucha entre dos facciones, la de los Insurgentes y la de los Realistas, que concluyó cuando los Realistas en mayoría propusieron un gobierno independiente del virreinato al de España, donde se respetaran sus intereses y siguiera gobernando en forma absoluta el monarca español. Esto cambió cuando el Congreso proclamó emperador a Agustín de Iturbide en 1821, y nuevamente cuando abdicó en 1823.

### Milicias Insurgentes
No es propio decir que hubo un ejército insurgente, ya que el movimiento que inició con el Grito de Dolores fue una sucesión de grupos dispares y heterogéneas de milicias aún bajo el semigobierno de la Suprema Junta Gubernativa de América, que combatieron por casi toda la geografía de la Nueva España a un organizado ejército realista.

#### Miguel Hidalgo 1810 a 1811
La conspiración de Querétaro de la cual formaba parte el cura de Dolores, estaba planeada para iniciar el 1 de octubre de 1810, pero al ser descubiertos debieron adelantar la fecha. El cura Miguel Hidalgo fue seleccionado por los conspiradores por su poder de convocatoria para encabezar el movimiento con el grito de “¡Viva Fernando VII, muera el mal gobierno”, logró al ir por las rancherías y ciudades en su camino a la Ciudad de México reuniendo un grupo grande y heterogéneo de personas, que incluía algunos soldados de la milicia del Regimiento de la Reina, los batallones de Celaya y de Guanajuato bajo el mando de Ignacio Allende, a las que se sumaron luego integrantes de las milicias y una gran cantidad de gentes, que le siguió en la toma de la fortificación de la Alhóndiga de Granaditas en la ciudad de Guanajuato, donde masacraron a cuanta persona encontraron dentro y llevándose consigo el botín obtenido. Más tarde llegaron al Valle de Toluca, donde las fuerzas del Regimiento de Toluca y algunas otras fuerzas regionales los esperaron en las inmediaciones de Ixtlahuaca, pero al ver los realistas que era una multitud como de 80 mil contra poco menos de 2 mil hombres, decidieron retroceder hasta un punto donde obligaran a los insurgentes a presentar batalla en un frente angosto, dándose así la Batalla del Monte de las Cruces, donde los realistas superados por el número debieron retroceder hasta Santa Fe, preparando la ciudad para un sitio que podría durar varios días, ya que por el norte se aproximaban fuerzas leales de San Luis Potosí al mando del Gral. Félix María Calleja. Estas fortificaciones se habían empezado a construir desde 1750, con la intención de resistir a los ataques ingleses por un lado y por otro evitar el contrabando de productos, el cual podía ser fácilmente detectado ya que debían cruzar una acequia doble que rodeaba la ciudad, lo que solo dejaba como buen camino las diferentes aduanas de entrada a la ciudad. El ataque no se efectuó nunca y en su retiro a Guadalajara las fuerzas insurgentes se desbarataron por lo que fue fácil para las fuerzas realistas el derrotar a un grupo sin mucha coordinación ni un eficaz mando central. En esta campaña se dio a Miguel Hidalgo el grado de generalísimo mismo que ostentarían en su momento Ignacio Allende, José María Morelos y Agustín de Iturbide.

#### José María Morelos 1811 a 1815
A la captura de Hidalgo en Chihuahua por un grupo de “Cuerudos”, el movimiento fue encabezado por Ignacio López Rayón quien como abogado formó la estructura gobernativa del movimiento por medio de la Suprema Junta Gubernativa de América, la cual emitió la primera acta de independencia de México, dio los primeros pasos para llamar al virreinato México y le dio una bandera y escudo; Este gobierno organizó sus fuerzas armadas encabezadas por el generalísimo cura José María Morelos, quien organizó grupos de resistencia por todo el país, además la Junta creó un grupo de espionaje y adquisición de recursos por todo el país y en todos los niveles de la sociedad, quienes fueron identificados como Los Guadalupes., El 14 de julio de 1815, un decreto autoriza patentes de corso, adoptadas por varios de los propios capitanes del ejército, lo que afectó al comercio y al transporte español sobre todo en el Golfo de México. Es Morelos quien al parecer crea una bandera similar a la francesa para estas naves, por otro lado manda al ya Gral. Guadalupe Victoria quien estaba encargado de la lucha en la costa del golfo, que busque un lugar adecuado para hacer un puerto donde recibir los abastecimiento provenientes de los EE. UU. e Inglaterra mismo que encuentra a unos 50 km al norte del puerto de Veracruz en Boquilla de Piedras.
Esta organización le permitió al movimiento obtener sonadas victorias militares más por pugnas internas, rompimiento de su logística y fondos, terminó derrotado, con sus principales jefes apresados y fusilados, lo que obligó a los grupos armados a dispersarse por el país llevando la lucha al sistema de guerrillas, que a la Guerra de Independencia Española había dado tan buen fruto.

#### Vicente Guerrero 1815 a 1821
El papel de Vicente Guerrero como única cabeza del movimiento es altamente cuestionable, ya que muchos jefes insurgentes mantuvieron la lucha por medio de sus propias capacidades por toda la geografía del virreinato, algunos incluso desde el extranjero, pero todos obteniendo fondos, comprando y transportando armas y parques, perdiendo sus fortunas, siendo desterrados y muchos muertos por el delito de “Infidelidad”. Pero la lucha fue mantenida, tomando como base a grupos guerrilleros que asaltaban las recuas que llevaban plata o alimentos, tomaban pueblos y que tuvieron fuerzas suficientes para hacerse de pequeños fortines desde donde podían hacer la guerra, así como buscar y adecuar puertos para el desembarco de armas compradas en los EE. UU., además de continuar con las patentes de corso, que fueron aprovechadas por europeos y estadounidenses como Jean Lafitte quien con la tolerancia del gobierno de los EE. UU. operaba desde Nueva Orleans hostigando a las embarcaciones del gobierno virreinal que llevaban abastecimientos hacia los presidios y misiones de Texas.
De este episodio se pueden mencionar a las goletas “La Velona”,“La Guerrera", “La Republicana”, “La Elisa”, “El Terrible” y “La Mexicana”, así como la corbeta “Brutus”. En 1816 cerca de Coatzacoalcos la goleta “La Patriota” al mando de Juan de Galván, capturó la goleta española “Numantina” misma que fue llevada a Nueva Orleans y entregada a Francisco Xavier Mina para su expedición.

#### Cuerpos armados insurgentes reconocidos
Un cuerpo que destaca por el simbolismo que se da a su bandera es el de “Dolientes de Hidalgo”.

### Ejército Realista

#### Milicias Cívicas y Fieles
Por el golpe de Estado de 1808, la guerra para el ejerció virreinal empezó con una fuerza disminuida, ya que varios oficiales tanto de baja como de alta graduación habían sido implicados y separados de sus cargos, lo que dejó a muchos militares bisoños al frente de varios cuerpos, entre estos jóvenes militares se destacarían con el tiempo Agustín de Iturbide, José Joaquín de Herrera, Miguel Barragán, Antonio López de Santa Anna, el primero 1.er Emperador Mexicano, los tres restantes Presidentes de México.
Pero su mejor preparación, disciplina, logística y capacidad para hacerse de bienes les da el apoyo suficiente para aplacar el movimiento en muchos de sus frentes, es con la cercana terminación de la Guerra de Independencia Española que se rompe la normalidad del virreinato ya que al promulgarse la Constitución de 1812 se otorga a los antiguos virreinatos, como el de Nueva España, Perú, Navarra o Nápoles un estatus diferente lo que los hace partícipe de las decisiones globales del reino y de las particulares del mismo, en Nueva España los comicios para elegir diputados de las Cortes se interrumpen constantemente.
Pero en lo militar se crean las “Milicias Cívicas”, que se vienen a agregar a las milicias provinciales y a los cuerpos de veteranos, estas milicias creadas en las ciudades y formadas por ciudadanos españoles que según la constitución se integran por todos, españoles, indígenas, negros y castas, siempre y cuanto tuvieran los ingresos necesarios de un peso diario, lo que le otorga al ejército virreinal una gran amplitud para la selección de sus elementos, pero por el mismo derecho se topa con una imposibilidad, los milicianos cívicos no pueden ser enrolados en los demás cuerpos, lo que convierte a las milicias cívicas en una protección contra el alistamiento forzoso que tanto requiere el ejército, causando una fuerte lucha que se zanja cuando al tomar el trono español Fernando VII disuelve las cortes y reinstaura el absolutismo, creando una nueva guerra entre liberales y absolutistas en España, los novohispanos se alían a estos últimos y Félix María Calleja pasa de Jefe Político Superior de Nueva España a ser Virrey de la Nueva España.
Otro tipo de cuerpo nacido en esa época fue el de los auxiliares llamados en forma general “Fieles”, ya que en su parafernalia, nombres y juramentos, daban constante juramento de fidelidad a la corona española, representada en Fernando VII, este grupo fue el ala civil del ejército, que le permitía recabar datos de inteligencia y que por su organización irregular le permitía acercarse a muchos sospechosos de infidelidad.
Es entre 1812 y 1820 que el gobierno de las Cortes Españolas deciden mandar siete regimientos veteranos en 1812 para reforzar la posición del reino, en su posesión más opulenta y de donde obtenían los medios para mantener a sus territorios de ultramar y a sí mismos, siendo estos los Regimientos América (Murcia), Lobera (Infante Don Carlos), Castilla (Voluntarios de Castilla), Asturias (Mallorca), Zamora y Fernando VII de Europa. Los cuales llegaron poco a poco ya que la guerra en Europa había despedazado buena parte de la flota española y sus aliados ingleses no deseaban darles medios para levantarse en una zona que podría beneficiarles luego.,
Estos cuerpos de inicio se encontraron con caminos cerrados por las gavillas insurgentes que lo mismo destrozaban caminos que robaban las recuas donde se transportaba la plata del gobierno, debiendo permanecer en la costa hasta poder abrir los caminos lo que les costó muchas vidas por la malaria y la fiebre amarilla, estos cuerpos luego de internarse en el país a zonas más salubres dejaron la responsabilidad de las defensas costeras a las milicias locales, las únicas acostumbradas al malsano clima de la costa, ya en el interior se empezaron a dispersar logrando varias victorias que casi apagaron la flama independentista junto con las amnistías promulgadas por el gobierno, pero a su vez se enfrentaron a la hostilidad de los lugareños que debían de alojarlos y alimentarlos de su propio peculio.
Por lo que no tardó mucho en que sus haberes llegaran tarde o por partes si los había, agravado esto por la salida de Félix María Calleja del cargo de virrey, ya que los virreyes que le siguieron fueron muy poco afortunados en el área económica, con la guerra que destrozó sembradíos, carreteras, creó grupos de bandoleros y elevó los costes en general del comercio, aunado a esto el inicio de la guerra civil en España por la desaparición de las Cortes Españolas, misma que llevó a idealistas liberales como Francisco Xavier Mina a combatir los ejércitos absolutistas de su propia patria.

#### Fuerzas Virreinales en 1816
Según una relación de Carlos María de Bustamante las fuerzas armadas del virreinato en 1816 eran las siguientes:
- Cuerpos veteranos de infantería.

Compañía de Alabarderos del Virrey; Regimientos, de la Corona, de Nueva España, Fijo de México, Fijo de Veracruz (900 efectivos), de Castilla de Campeche, de Castilla, de Santo Domingo, de Lobera, de Asturias, Americano primero, Fernando VII, Extremadura, Saboya, Zamora, Órdenes Militares, Voluntarios de Navarra, Compañía suelta de Isla del Carmen, de Acapulco, de San Blas, Voluntarios de Cataluña, Tres de indios de Sonora, una de policía de México, tres de marina y marineros. 11,756 efectivos.
- Infantería provincial.

Columna de granaderos (384 efectivos); Regimientos, de México, de Tlaxcala, de Puebla, de Tres Villas, de Toluca, de Celaya, de Valladolid, de Guanajuato, Batallón Guadalajara, de Oaxaca, del Sur, de Fernando VII, Ligero de México, Ligero de San Luis, Ligero de Querétaro, Mixto de Zacatecas, Tres compañías sueltas de Nueva Vizcaya (172 efectivos), auxiliar de provincia (300 efectivos), auxiliar de pardos y morenos de Veracruz (172 efectivos)
Una de Olinalá, total 9,208 efectivos.
- Artillería.

Seis compañías de veteranos (596 efectivos), ocho compañías provinciales (577 efectivos), 1173 efectivos.
- Caballería ligera de dragones veteranos.

Compañías presidiales, una de Baja California, cuatro de la Alta california, Seis de Sonora, una de Nuevo México, Cuatro de Coahuila, dos de Texas, una volante de Coahuila, una de Nuevo Reino de León, tres del Nuevo Santander. 4,223 efectivos.
- Dragones Veteranos.

Regimientos, de España, de México, dos escuadrones del rey, Compañía de la Isla del Carmen. 920 efectivos.
- Caballería ligera provincial.

Regimiento de la Sierra Gorda, Lanceros de Veracruz, Cuerpo del Nuevo Santander, del Sur, Auxiliar de Sonora, Escuadrón de México, Auxiliares de provincias internas orientales. 3,017 efectivos.
- Dragones provinciales.

Dragones de; Querétaro, del príncipe, de Puebla, de San Luis Potosí, de San Carlos, de Nueva Galicia, Cuerpo de Colotlán, Cuerpo de Moncada, Tulancingo, Fieles de Potosí (837 efectivos), 3,494 efectivos.
- Divisiones Mixtas de las Costas.

Norte de Tampico, de Tuxpan, de Alvarado (1,151 efectivos), Acayucan (515 efectivos), Tabasco, Isla del Carmen. En el sur de San Blas, en Colima, en Zacatula, en Acapulco, En Ometepeque, en Xamiltepec, en Tehuantepec. 5,672 efecticos.
Estas fuerzas se hallaban divididas en dieciocho brigadas o divisiones territoriales que eran:
División de México, División de Apan, División de la Sección de Huejutla, División del Ejército delo Sur, División de Veracruz, División de Acapulco, División de la Sección Toluca, División de Tula, División de Ixtlahuaca, División de Querétaro, División del Ejército del Norte, División del Ejército de Reserva, División de San Luis Potosí, División de las Provincias Internas Orientales, División de las Provincias Internas Occidentales, División de tropas de la Antigua California. División de Campeche e Isla del Carmen (Yucatán).

#### La revuelta general
En 1820 los liberales habían vuelto a triunfar en España y restablecido la Constitución de 1812, en Nueva España los grupos insurgentes se hallan reducidos a pequeños territorios, y en el entorno del virrey Juan José Ruiz de Apodaca se sospechaba de muchas revueltas internas por el problema de la falta de pagos al ejército, la deslealtad de oficiales al virrey y la ruina del Erario Real. Es en esta situación que por presiones de criollos él ya Brigadier Agustín de Iturbide es enviado como jefe de la Brigada del Ejército del Sur, hacia la zona costera de la intendencia de México para combatir a Vicente Guerrero, el cual lo derrota repetidamente aunque con poco daño real, por su mejor conocimiento del terreno y un apoyo popular amplio.
Es durante esta campaña que Agustín de Iturbide empieza a conferenciar con Vicente Guerrero, terminando sus pláticas con un encuentro personal donde deciden unir las fuerzas bajo su mando para realizar la independencia de la Nueva España, lo que se logra por el apoyo de las tropas y oficiales realistas bajo su mando, por lo que promulga el Plan de Iguala al cual se van uniendo uno por uno casi todos los cuerpos armados realistas, desobedeciendo las órdenes enviadas desde las Cortes Españolas, donde incluso diputados novohispanos se oponen a ellos.
Así se dan pequeñas batallas entre los ejércitos realistas y el ya llamado Ejército Trigarante, que los conduce a Córdoba en Veracruz donde Agustín de Iturbide conferencia con el recientemente llegado virrey Juan O'Donojú, nombrado aún por las Cortes, quien fuera un liberal torturado en la guerra civil española, al parecer en su camino se enteró de la vuelta del absolutismo y decide firmar el Acta de Independencia del Imperio Mexicano, además de enfrentar al virrey saliente quien sale con los pocos cuerpos fieles que tiene para Veracruz, O´Donojú mismo entrega Palacio Nacional en la puerta a Agustín de Iturbide, forma parte de la primera Junta Provisional Gubernativa y muere en el nuevo estado mexicano, donde es enterrado con los honores de virrey en la Catedral Metropolitana.

## Primer Imperio mexicano

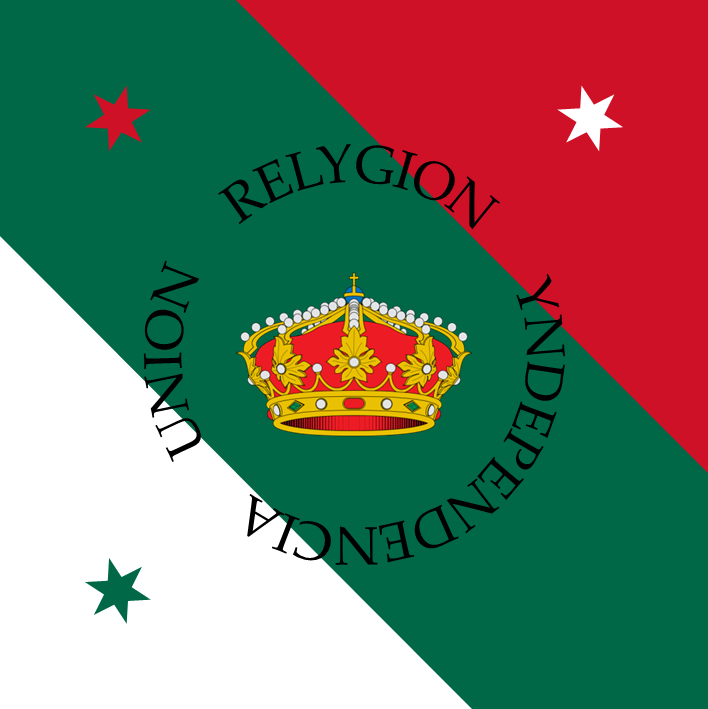
Estandarte de las Tres Garantías.

Como se estipulaba en los Tratados de Córdoba y en el Acta de Independencia del Imperio Mexicano, se llamó al monarca español a tomar posesión de su reino, el cual no reclamó, por lo que Iturbide, aclamado por el pueblo y prácticamente obligado por el Congreso, fue coronado Emperador, siendo su grado el de Generalísimo de las Armas de Mar y Tierra o Generalísimo Almirante. Con base a sus facultades por ley del 4 de octubre de 1821 creó cuatro ministerios para llevar el gobierno, siendo estos Relaciones Exteriores e Interiores, Hacienda, Justicia y Asuntos Eclesiásticos y el de Guerra y Marina, nombrando al General Antonio de Medina Miranda, de corte realista, su ministro.
Nacida la nación independiente mexicana, preservó mucha de la administración y fuerza armada del virreinato. Algunos peninsulares decidieron retirarse del gobierno, el ejército y las milicias; varios otros embarcaron por Veracruz a Cuba y muchos no pudieron salir del país ni defender sus intereses, por lo que aceptaron su nueva patria o fueron expulsados en 1827.

## Primera República Federal

Bandera Republicana.

Luego de llevado a cabo el pronunciamiento del Plan de Casa Mata en 1823, en el que Antonio López de Santa Anna organizó un golpe de Estado contra el emperador Iturbide, la segunda Junta Provisional Gubernativa se encargó de llamar a formar un nuevo Congreso, quien emitió la Constitución Política de 1824 por la cual los ministerios cambiaron de nombre a Secretarías, designando al General José Ignacio García Illueca de origen realista como Secretario de Guerra y Marina, quien, por su edad, falleció al poco tiempo, por lo que se nombró al General brigadier José Joaquín de Herrera como su sucesor. Herrera quedó bajo las órdenes del primer presidente, el General brigadier Guadalupe Victoria, quien no se había unido al Plan de Iguala desde un principio y que solo dejó las armas hasta el comienzo del imperio.
Bajo este gobierno fueron fusionados, renombrados, desaparecidos o creados nuevos cuerpos, organizándose en tres principales las fuerzas armadas de México territorialmente en 18 brigadas, con un Ejército Nacional permanente que sustituía las fuerzas veteranas del virreinato, Milicias Estatales que sustituyeron a las milicias provinciales y las Milicias Cívicas fueron retomadas.
Destinado por principio a mantener la seguridad exterior e interior, el Ejército Nacional tenía un muy pequeño número de efectivos (alrededor de 5 mil). Este cuerpo quedó encargado de las aduanas, los puertos principales de Veracruz, Acapulco y el Carmen, el Distrito Federal y los presidios en los territorios federales de Alta California, Baja California, Nuevo México y Tlaxcala. En este caso, el Congreso Federal tenía constitucionalmente la facultad de autorizar su composición, la autorización para que el presidente pudiera disponer y agregar al ejército nacional las milicias estatales para consolidar la seguridad interior y exterior de la Federación.
Destinadas por principio a mantener la seguridad interior de cada estado y la federación, la “Milicia Estatal” por su parte quedó bajo el mando directo de cada uno de los gobernadores estatales. a esta milicia con el tiempo se le llamó “Guardia Nacional”, siendo responsabilidad de cada estado su formación, avituallamiento y manutención, el número de sus efectivos variaba de estado en estado y se dividían en dos tipos de cuerpos, nombrados Fijo y Volante, Fijo era dado a los cuerpos permanentes de Guardia Nacional constituido por los primeros militares de carrera, formados la mayoría en la guerra de independencia en ambos bandos, estos cuerpos realizaban además tareas de vigilancia y apoyo a los jueces; Los “Volantes” eran cuerpos organizados para algún hecho en concreto formado en base levas o al llamado de las reservas, que continuaban con el sistema virreinal de clases; ambos cuerpos podían ser llamados por el gobierno federal para constituirse en cuerpos permanentes de la federación.
Constitucionalmente el Congreso Federal debía autorizar a los gobiernos estatales el tener milicia permanente, la cantidad de tropas con que debía contribuir al ejército nacional cada estado, además solo el Congreso Federal le competía reglamentar a las milicias, para que fueran congruentes la de todos los estados con la tropa federal. En el caso de los territorios Federales y el Distrito Federal el mando quedaba en los gobernadores nombrados por el presidente y su reglamentación era completamente a manos del Congreso Federal, en 1827 se creó una Milicia Nacional de Artillería misma que quedó repartida entre varios estados pero que era pagada por el erario federal, la reglamentación de 1827 obligó a que cada milicia se compusiera de contingentes de infantería, caballería y artillería en igual número y composición los cuerpos equivalentes del ejército nacional.
La Milicia Cívica fue continuada como un cuerpo particular de cada ayuntamiento, siendo formado por los habitantes del municipio y que de vez en cuando apoyaban a las Guardias Nacionales o al Ejército Nacional, formada por los varones entre los 18 y los 50 años, y formada con los recursos de ellos mismos fue muy común que quedaran bajo el mando de las personas notables y ricas del municipio, quien las usaba para su provecho lo que permitió a varios personajes hacerse caciques de su territorio y en algunas menos de su estado, como el caso del insurgente Juan Álvarez quien dominaría la costa del entonces estado de México donde lograría crear el estado de Guerrero. Una particularidad de este cuerpo es que su oficialía era nombrada por elección popular y voto directo de los efectivos del cuerpo y los oficiales de alto nivel por el mismo procedimiento aunque restringido a la oficialía, por lo que cualquiera que pudiera comprar votos podía acceder a los cargos más altos del cuerpo. Este cuerpo había sido reglamentado por el Primer Congreso el 22 de agosto de 1822.
Por decreto de septiembre de 1823 se creó el cuerpo de Estado Mayor del Ejército Nacional, mismo que tendría facultades de inspectores generales de todas las tropas, integrado por 42 oficiales de todas las armas y designados por el Gobierno Federal, El 12 de septiembre del mismo año se reorganizó el arma de infantería integrado por doce Batallones del Ejército Nacional que sustituían a los Regimientos veteranos, 16 batallones de Guardia Nacional concebidos como reserva del Ejército Nacional, ambos tipos divididos en compañías. El arma de caballería se reglamentó hasta el 1 de septiembre de 1824, creando 13 regimientos veteranos, divididos en escuadrones y a su vez en compañías. En noviembre de 1827 se creó la rama de Ingenieros Militares quedando su responsabilidad el Colegio Militar. El Cuerpo de Sanidad fue creado el 30 de noviembre de 1829, integrado por profesores médico, cirujanos del ejército y hospitales, bajo el mando de una junta directiva presidida por un director general con rango de coronel, este primer cuerpo de sanidad duro solo hasta 1833 por considerarse que no respondió a sus funciones.
El 9 de octubre de 1824 se presenta el primer proyecto de Código Penal Militar, hasta el término de la república federal en 1833 se legisló en el sentido de restringir el fuero militar a los términos de la vida militar, dejando sin efecto su aplicación en materia civil. En julio de 1833el gobierno de Valentín Gómez Farías autorizó la creación de una coalición de milicias estatales para crear un Ejército de Operaciones constituido por las milicias de los estados de Jalisco (el promovente), Querétaro, Guanajuato, Michoacán, San Luis Potosí, Zacatecas y Durango, que defendiera a la federación contra los movimientos monárquicos y centralistas que se estaban formando.

#### Creación del Colegio Militar
Desde 1818 se habían presentado propuestas para crear un Colegio Militar para la formación de oficiales, mismas que fueron rechazadas por considerarse perniciosa la intrusión militar de los novohispanos, por esto es hasta el 29 de febrero de 1822 durante el Primer Imperio que se vuelve a proponer por parte del Brigadier Don Diego García Conde, la cual fue rechazada por el Congreso, pero como la deserción de la oficialía especialista sobre todo la de origen española era muy acusada. Se creó la "Academia de Cadetes, Academia de Ingenieros y Colegio Militar de México” bajo el auspicio del emperador Agustín de Iturbide instalado los cursos en el expalacio de la Inquisición, siendo mismo brigadier García Conde su primer, pero la caída del imperio deja truncado el proyecto.
Ya en la época republicana, con las presiones de los insurgentes para la expulsión de los españoles y la falta de pago, la deserción de oficiales españoles con instrucción militar y técnica se aceleró lo que obligó a que el 11 de octubre de 1823 el Secretario de Guerra y Marina, Gral. José Joaquín de Herrera expidió el decreto de creación del Colegio Militar que fue establecido en la Fortaleza de San Carlos de Perote en Veracruz con la intención de que también formara oficialía de marina. Pero en 1824 se crea el Colegio de Aspirantes de Marina o Escuela Náutica de Tlacotalpan, bajo la presidencia del Gral. Guadalupe Victoria, misma que sirvió para la formación de los oficiales especializados de la marina mercante y armada.

#### Creación de la Marina Armada de México
Como estado soberano el gobierno del primer Imperio Mexicano debió afrontar la posibilidad de una guerra de reconquista por parte de la corona española, como la sucedida en EE. UU. en 1812, que se acentuaba por la permanencia de fuerzas armadas españolas en la fortaleza de San Juan de Ulúa y en la isla de Cuba, por lo que se planeó crear una marina armada nacional, que permitiera la toma de San Juan de Ulúa y la conquista de Cuba. Mientras eso ocurría se continuó con otorgar patentes de corso a diferentes aventureros.
Ya en la época republicana se contrató al estadounidense Comodoro David Porter para que creara las bases de la primera marina armada de México que en un inicio se formó por la fragata “Libertad” de 40 cañones, y los bergantines “Victoria”, Bravo” y “Hermón”, con base en Veracruz mientras el Pacífico quedaba bajo el cuidado de corsarios. El 18 de noviembre de 1825 es tomada la fortaleza de San Juan de Ulúa por el Gral. Miguel Barragán y el Cap. Pedro Sainz de Baranda siendo la primera batalla en la que interviene la marina armada.
Es en 1825 que inician los planes de conquista de Cuba, dirigidos y creados por el “Secretario de Relaciones Exteriores e Interiores” Lucas Alamán, con la toma de barcos mercantes y de guerra españoles desde las islas de Cayo Hueso, estas naves estaban bajo el mando de David Porter, sus acciones dieron varias victorias para la armada y algunas derrotas. Esta lucha no se continuó por la inconsistencia del gobierno derivada de los golpes y asonadas que le marcaron, por lo que el comodoro pidió su baja del servicio en julio de 1829 tres meses antes de la batalla de Tampico, donde se conjuró la reconquista por parte de España, de los navíos de la armada se sabe que se dejaron pudrir por falta de presupuesto y personal.
Del inicio de la marina armada la deserción de marinos españoles y la entrega de sus navíos al gobierno mexicano en 1825 fue uno de los episodios más raros de la historia de la marina, tanto que el propio Julio Verne la novelo en su obra Un drama en México

## República Centralista
Luego de la revuelta provocada por las reformas liberales del Pte. Valentín Gómez Farías y con la aprobación de las Siete Leyes el 23 de octubre de 1835 la nación mexicana paso de una república federal a una república centralista, lo que tuvo varias consecuencias para la nación: entre estas la más importante fue el disgusto de varios de los caciques locales, los cuales vieron recortada su capacidad legal para gobernar su territorio, ya que en este tipo de gobierno los administradores de los Departamentos en que se habían convertido los estados, eran nombrados por la misma presidencia nacional, aunque varios de los presidentes centralistas y en especial el cacique nacional Antonio López de Santa Anna tuvieron el cuidado de solicitar candidatos a los caciques de cada región.
Este problema se reflejó en los movimientos secesionistas de la República de Yucatán, la República del Río Grande, la separación de Tabasco y la guerra de Secesión de Texas promovida por los inmigrantes ilegales estadounidenses que fue alentada por la petición de 1833 de los colonos de Texas que México había aceptado desde 1822 a condición de ser católicos y adquirir la nacionalidad mexicana con todos sus derechos y obligaciones de esta: en dichas solicitudes pedían abolir la prohibición de entrada de angloamericanos en general al territorio mexicano, títulos de propiedad para los ilegales y la separación de Texas de Coahuila, gestiones realizadas por Stephen F. Austin en la Ciudad de México, este no fue atendido en la capital y tuvo que dirigirse al gobierno local de Coahuila.
Luego de consumarse el cambio de régimen diferentes gobiernos estatales trataron de mantener el régimen federal pero diferentes cuestiones los obligaron a aceptar el régimen centralista, así por ejemplo Yucatán luego de realizar gestiones para anexarse a los EE. UU. y no ser aceptado se reincorporó a la república mexicana a condición de mantener un gobierno casi propio y ser abastecido con pertrechos de guerra, tropas y población externa para combatir a los indígenas mayas en la Guerra de Castas. En el caso de la breve República de Río Grande el movimiento fue combatido y exitosamente aplacado por el “Ejército Nacional”, donde los rebeldes fueron auxiliados por tropas de la República de Texas misma que reconoció como capital de la República de Río Grande la población de Laredo (Texas) que según las reclamaciones de la guerra de 1947 estaba en territorio texano, el único caso exitoso de separación fue el de Texas quien con el apoyo indirecto de los EE. UU. pudo separarse temporalmente de la república mexicana, para luego de la vuelta del régimen federal retornar al seno de la nación.
En todos los casos se usó a la Guardia Nacional para lograr la separación y para obligarlos a mantenerse unidos, por ejemplo los ciudadanos texanos luego de declararse separados de México y de Coahuila, formaron un gobierno estatal provisional donde a Henry Smith se nombró gobernador y a Sam Houston como comandante en jefe del “Ejército Regular de Texas” formado con las milicias cívicas de Texas mientras las unidades de la Guardia Nacional de Texas y Coahuila y el Ejército Nacional en Texas se mantuvieron del lado del gobierno central.
En este contexto y luego de ser tomados los presidios de San Antonio Béjar y Goliad por los rebeldes texanos el gobierno central a petición del general Martín Perfecto de Cos es crea y envía una misión militar al estado la cual se formaría con las Guardias Nacionales que aportaran los departamentos y un núcleo del Ejército Nacional bajo el mando del general y presidente Con licencia Antonio López de Santa Anna este cuerpo recibiría el nombre de “Ejército de Operaciones en Texas” mismo que llegó a tener la siguiente formación según reportó el general Vicente Filisola al Congreso.
- Personal de artillería, 182 efectivos; zapadores, 185 efectivos; Infantería, 4,473 efectivos; Caballería, 1,024 efectivos; Caballería presidial, 95 efectivos texanos; Presidiales de a pie, 60 efectivos texanos. Para un total de 6,019 elementos.

Este ejército formado sobre la base de la Guardia Nacional se tuvo que hacer por medio de la leva ya que ningún Departamento tenía una fuerza suficiente para dejar ir fuera de su territorio, además existió el problema de que los elementos por ser en su mayoría campesinos no podían darse el lujo de descuidar sus tierras, adicionalmente la logística y el avituallamiento se hizo de la peor manera, privando de armeros y limitando el número de uniformes, calzado, agua, servicios médicos y alimentos a todas las unidades, a lo que se juntó una marcha promedio de 2000 km por el desierto, dejó un ejército exhausto a su llegada a San Antonio Bexar el 23 de febrero de 1836.
Luego de un mes de marcha se encontraron con un número reducido de texanos ya que en su mayoría habían dejado el estado para evitar la guerra y se habían internado en Coahuila o en Luisiana, el ejército texano por su parte se había descompuesto por la misma causa dejando solo unos sesenta colonos texanos con nacionalidad mexicana como Davy Crockett y algunos partidarios del federalismo como Lorenzo de Zavala mismo que apoyo la separación de Yucatán. Estas fuerzas eran reforzadas por más de mil voluntarios estadounidenses que en su mayoría habían estado migrando de forma ilegal y por los cuales habían intercedido los colonos.
Las fuerzas texanas comprendían los siguientes elementos según Filisola: En Velasco a las órdenes de Breesse 80 voluntarios, en Copano a las órdenes de Horton 60 voluntarios, en Matagorda a las órdenes de Wyatt 130 voluntarios, en Goliad a las órdenes de Fannin 400 voluntarios, en Gonzales a las órdenes de Neil 200 voluntarios, en Austin a las órdenes de Houston 100 voluntarios, en San Patricio a las órdenes de Johnson 50 voluntarios, en San Patricio y Río Bravo a las órdenes de Grant 20 voluntarios, en San Antonio Béjar a las órdenes de Travis 150 voluntarios. Con un total de 1.190.
De estos elementos solo a los de San Antonio y Goliad se les aniquiló totalmente, ya que el Gral. José de Urrea había marchado por la costa para abrir un puerto para el abastecimiento del ejército, en cuya marcha nunca perdió una batalla, es hasta la batalla de San Jacinto que el ejército de operaciones es derrotado y capturado Santa Anna quien manda el retiro de toda la tropa mexicana del territorio texano. Mismo que aún constaba de cuando menos cuatro mil elementos mientras los texanos tenían tan solo 640 elementos.
Es en esta época que se registran los primeros casos de soldaderas, que no solo acompañan y cuidan a sus esposos como había ocurrido mayoritariamente en todas las etapas anteriores, sino como combatientes que incluso reemplazan a sus esposos en filas. En el rango militar se otorgan los grados de general de división (dos casos), general de brigada, comandante, coronel, etc.

## Segunda República Federal

### Invasión estadounidense
Para 1846 y luego de sofocar la separación de la República de la Sierra Madre, las fuerzas armadas mexicanas tenía aproximadamente 18 882 efectivos en todos sus cuerpos permanentes, divididos 12 regimientos de infantería formados por dos batallones en cada regimiento, ocho regimientos de caballería, tres brigadas de artillería, una brigada de dragones y un batallón de zapadores. Mas 1174 tropas en los presidios del norte. Adicionalmente había 10,495 tropas en la Guardia Nacional formados en nueve regimientos de infantería y seis de caballería. En el norte en la frontera con Texas se había creado un cuerpo especial de ejército llamado “Ejército del Norte” al mando del general Mariano Arista primero y del general Gabriel Valencia después, esta había sido formada para contener los avances de los texanos y estadounidenses que reclamaban una frontera mayor a la que tenía Texas y que habían apoyado la secesión de la República de la Sierra Madre, este cuerpo constaba de 5,200 tropas y era el más cohesionado de todos.
Para esta época la organización territorial del ejército era de cinco divisiones y cinco comandancias generales que guarnecían puntos especiales como los puertos de Veracruz, Matamoros, Acapulco y San Blas, todo organizado con base en un estado mayor general, el cual por la distancia no pudo operar oportunamente.
La invasión estadounidense inicio en 1846 con la captura de Santa Fe y Monterrey por tropas regulares, quienes iban en apoyo de los emigrantes ilegales anglosajones que habían estado migrando a los presidios de la Alta California y Nuevo México, como los integrantes de La Iglesia de Jesucristo de los Santos de los Últimos Días quienes el 24 de julio de 1847 ya habían fundado la ciudad de Salt Lake City y creado una compañía militar especialmente para la invasión el Batallón Mormón, estos habían estado apresando a las autoridades mexicas y declarándose como repúblicas independientes de México. Así que se formaron otros dos cuerpos, el Ejército del Este al mando del general Antonio López de Santa Anna que debía proteger el centro y poniente del territorio mientras el Ejército del Sur al mando del general Juan Álvarez debía proteger Puebla y el sur del país, el primero con 11 mil efectivos y el segundo con 3 mil efectivos.
Si bien estos cuerpos trataron de ser bien organizados las rebeliones internas como la de Los Polkos y la falta de apoyo de varios gobernadores estatales (ya que el 22 de agosto de 1846 había sido restaurada la República Federal) y el mismo Juan Álvarez, impidió crear un cuerpo bien entrenado, numeroso y abastecido, siendo derrotado el “Ejército del Norte” en la primera fase de la guerra, el del Este fue diezmado en Cerro Gordo y el del sur debió reunirse con el del Norte para defender el centro del país, donde el Ejército del Este bajo el mando del general Manuel María Lombardini enfrentó la mayoría de las batallas del valle de México con una intervención mínima de las fuerzas del Sur, de último momento varias fuerzas de Guardia Nacional como el Regimiento de Toluca o de Tlaxcala fueron enviados por sus gobernadores para combatir en las batallas de Molino del Rey y Chapultepec, inscritas en el rápidamente formado “Ejército del Centro” bajo el mando del general Nicolás Bravo.
En estas acciones la marina armada se reducía a pequeñas embarcaciones que protegían los puertos, por lo que las poblaciones de la Baja California y la Alta California debieron valerse por sí mismas para proteger el territorio, en el norte de la Alta California poblada por una mayoría de anglosajones y españoles atrapados en la zona por la independencia de México, la resistencia fue mínima, mientras en el sur se levantaron pequeñas milicias que lograron triunfos pero fueron vencidas cuando llegaron las noticias sobre la rendición del gobierno federal en la Ciudad de México, en la Baja California la resistencia se mantuvo hasta casi el final de 1848, ya que las noticias de la firma de la paz llegaron con mucho atraso, en Baja California una parte de la población solicitó su anexión a EE. UU. esta debió partir junto a las tropas estadounidense al firmarse la paz, en Nuevo México las milicias presidiales hicieron resistencia junto con varias tribus indígenas pero la falta de armamento, municiones y su reducido número impidió una defensa adecuada.

### Revolución de Ayutla
Luego de terminada la guerra con los EE. UU. vuelve a haber una asonada militar que reinstaura la república centralista y vuelve a la creación de un solo “Ejército Nacional”, en esta oportunidad Antonio López de Santa Anna logra un poder tan ilimitado que empieza a reemplazar a mucha de la oficialía vieja además de crear una ilimitada cantidad de puestos nuevos, con lo cual logra atraerse a su causa a muchos integrantes del ejército, elevando el número de efectivos en 1852 de 6 mil a 46 mil en 1854, pero al no poderles pagar sus haberes, vender La Mesilla y tratar de eliminar a los viejos militares como el cacique Juan Álvarez se inician una serie de movimientos, siendo el del 11 de marzo de 1854 bajo las bases del Plan de Ayutla el más significativo, encabezado por Juan Álvarez, a la que se unen varios integrantes del partido liberal que luego de la vuelta al centralismo habían sido perseguidos por Santa Anna. Este movimiento empieza como una rebelión local del estado de Guerrero y el de Michoacán, donde las fuerzas revolucionarias no avanzan más allá de donde les permita regresar a sus tropas para atender sus milpas y ganado (marzo de 1854 a mayo de 1855). En esta etapa las fuerzas de “Ejército Nacional” bajo el mando del General y Gobernador del Departamento de Guerrero Ángel Pérez Palacios, llevaron a cabo una política de terror contra la población sospechosa de colaborar con los revolucionarios, alejándolos del apoyo de la población además de estar constituida por tropas externas a la zona y no poder avanzar más allá del río Balsas
Luego con la incorporación del grupo liberal y en especial de Ignacio Comonfort pasan a un ámbito más amplio, además la captura y posterior adhesión de los cuerpos del Ejército Nacional comandados por el Gral. Félix Zuloaga permitieron crear el Ejército Restaurador de la Libertad el cual contó con una buena base de oficiales graduados del colegio militar y por ende de profesionales de la guerra, los cuales lograron crear un cuerpo coordinado y disciplinado, Ignacio Comonfort es enviado a Michoacán con la División del Interior de apenas 300 efectivos para coordinar a los grupos locales y terminar con los abusos de estas para la población y las gavillas de bandoleros que se hacían pasar por revolucionarios.
Independiente mente en Nuevo León, Santiago Vidaurri y Juan Zuazua crean el Ejército del Norte, conformado con voluntarios y secciones del Ejército Nacional y Guardia Nacional, que se sublevan contra el gobierno centralista de Santa Anna, este ejército contaba con una buena caballería, abastecimiento seguro y bueno de armamento proveniente de los EE. UU. y una oficialía joven y con experiencia de la guerra de 1847. Mientras en Guanajuato el general Manuel Doblado se alió a los generales Miguel María Echegaray y Leonardo Márquez, en San Luis Potosí se proclamó otro plan político y grupo revolucionario, todo esto y la insurrección de varias guarniciones del Ejército Nacional, obligó a Santa Anna a dejar el poder el 11 de agosto de 1855.
Fuera Santa Anna el general Martín Carrera tomó el mando provisional del gobierno y Comonfort logró unificar a los ejércitos del centro y sur del país bajo el mando de Juan Álvarez que debió unirse el Ejército del Norte creando la coalición que permitió reinstaurar la república federal, la creación de las Leyes de Reforma, la Constitución de 1857 y la refundación del Ejército Nacional.

## Etapa de la República Restaurada
Luego de concluida la Revolución de Ayutla se crea un nuevo estado nacional, con la creación de la Constitución de 1857, y las varias Leyes de Reforma, la Guerra de Reforma y la extinción del Ejército Nacional en 1860.
Promulgada la Constitución de 1857 el ya Presidente Constitucional Ignacio Comonfort se adhiere al Plan de Tacubaya, mismo que desconoce la constitución que le da su cargo y trata de regresar al país a la observancia de las Siete Leyes, por lo que inicia la Guerra de Reforma donde varios de los cuerpos del Ejército Nacional se unen a los insurrectos y los ejércitos revolucionarios se alían para acabar con la revuelta, en esta etapa los cuerpos de los ejércitos solo se pueden distinguir por la filiación política como Liberales o Conservadores ya que ambos grupos crearon sus propios gobiernos e hicieron alianzas con naciones extranjeras, algunas como los Tratados McLane-Ocampo muy sonados en la historia, es en este contexto que el gobierno Liberal encabezado por Benito Juárez emite un conjunto de leyes denominadas Leyes de Reforma donde se da un nuevo tipo de gobierno, en este estado de carácter laico se da el término formal y práctico del Ejército Nacional en 1860 al abolirse las leyes que los conformaban y ser el grupo liberal el ganador de la contienda. Al conjunto de cuerpos armados que mandaba el grupo liberal en su época se le llamaba Ejército Constitucionalista y se le siguió conociendo así hasta el gobierno de Lerdo de Tejada.

## Segundo Imperio

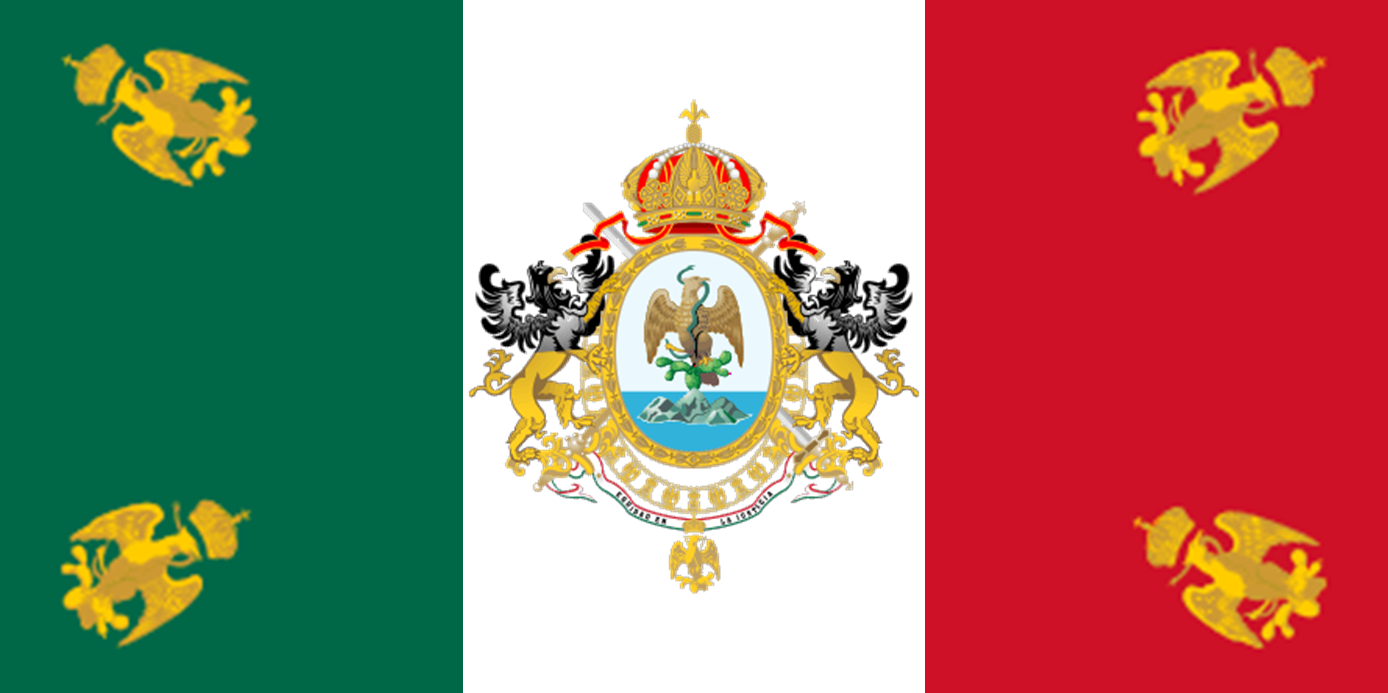
Bandera del 2.º Imperio Mexicano.

Terminada la guerra el país no se pacificó del todo pero pudo darse una nueva organización al estado, en el caso del ejército se sigue con la división territorial en Divisiones y Guarniciones, los estados internamente crean sus cuerpos de Guardia Nacional, aunque con un número menor de elementos y con una estructura más similar a la de una fuerza coercitiva civil como la policía actual que a la de un ejército, el gobierno federal crea entonces tres ejércitos para el control del territorio:
- Ejército del Norte basado en las fuerzas de Vidaurri y comandado por el general Mariano Escobedo.[45]

- Ejército de Occidente formado con las fuerzas del centro y occidente del país, bajo el mando del general Ramón Corona.[46]

- Ejército de Oriente formado con fuerzas del centro, sur y la península de Yucatán, bajo el mando del general Ignacio Zaragoza en su inicio y en la victoria de la batalla de Puebla, para luego pasar a ser reorganizada y comandada por el general Porfirio Díaz.[47]

Estos tres ejércitos se dividieron en cuerpos constituidos por infantería, caballería y artillería con servicios de zapadores y sanidad llamados Divisiones, por lo que en esta época se crea el grado de general de división; divididas estas en Regimientos con un general de brigada al frente, estas a su vez en batallones con un general brigadier al mando. Más o menos la estructura actual de mando del ejército, aunque sin una marina y mucho menos una fuerza aérea. Es en esta época que se empiezan a crear los servicios de telecomunicaciones dentro de los Zapadores (ingeniería) con el tendido de líneas telegráficas. Al conjunto de estos ejércitos se les empieza a llamar Ejército Federal en contraposición al Ejército Imperial.
Es también en esta época que se conoce de cuerpos enteros de soldados de origen mexicano y mexicanos peleando en el ejército de los EE. UU. con aproximadamente 6 mil efectivos en el Ejército de la Unión, mientras al final de la guerra civil varios de los oficiales del ejército del sur se refugian en México, estableciéndose sobre todo en el norte de México, al ejército secesionista por su parte se integran rancheros mexicanos que son contratados sobre todo en Texas para el cuidado y arreo de ganado a la ciudad de Chicago en un inicio y luego a los puertos de embarque en ferrocarril, los cuales crean la tradición del cowboy.

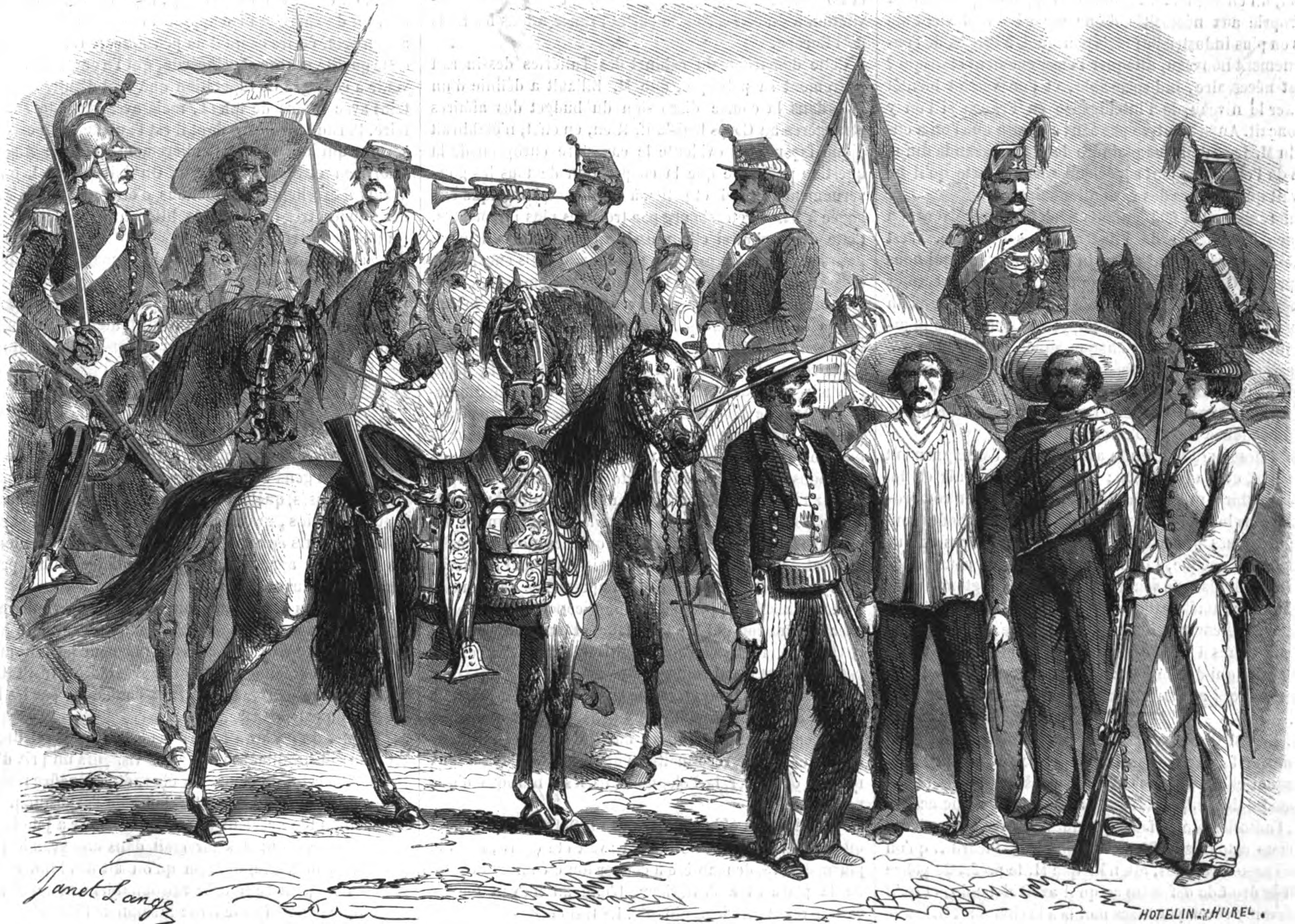
Soldados del Ejército Mexicano (L'Illustration, 1863).

Por el lado de los ejércitos conservadores que se afiliaron a la intervención francesa y al Segundo Imperio Mexicano llegando a un máximo de 35,000 tropas, dirigidos por una mayoría de oficialía militar mexicana, aunque en muchas ocasiones quedaron integradas y subordinadas a los regimientos del ejército francés y los cuerpos de voluntarios austrohúngaros y belgas, que fueron el verdadero apoyo del imperio. El gobierno imperial dictó leyes y reglamentos con vista a crear el cuerpo del “Ejército Imperial Mexicano”, mismo que nunca existió en la práctica, en varias partes del territorio y con la esperanza de ser resarcidos los derechos y tierras de varias comunidades indígenas, que habían sido afectados por las Leyes de Reforma se formaron varios cuerpos milicianos e irregulares de indígenas por el país como dirigido en Michoacán por Ramón Méndez, en Matamoros por Tomás Mejía y en Colima por Felipe N. Chacón, que defendieron al Imperio contra el avance del “Ejército Federal”, luchas que son el antecedente más remoto de las luchas del Zapatismo en 1910 y el Neozapatismo en 1994, contra los gobiernos liberales y neoliberal.
El Secretario de Hacienda Manuel Payno, luego de restaurada la república, fue comisionado por el Congreso para hacer un balance de los gastos del imperio del periodo de 1861 a 1867 según los documentos que había podido capturar la república, en estos marca que la Legión austro-húngara costo al imperio la cantidad de 4, 802,735.23 pesos, las tropas Francesas 30, 012,262.60 pesos y las tropas Imperiales Mexicanas 30, 632,546.52 pesos. En este último cuerpo además de sus haberes debía pagar a muchos de los cuerpos de Corps que en su mayoría eran extranjeros, que protegían a la familia imperial y a sus bienes inmuebles como el Castillo de Chapultepec.

## República Restaurada
Ejecutado Maximiliano y terminado el imperio fue necesario para el gobierno entonces encabezado por Benito Juárez, continuar con la pacificación del país ya que diferentes grupos sobre todo indígenas continuaban rebelándose contra el gobierno liberal, lo que fue aprovechado por varios caciques y generales para levantarse contra el gobierno, como fue el caso de Porfirio Díaz quien en el Plan de la Noria creó la frase Sufragio Efectivo, No Reelección, estas mismas revueltas fueron aprovechadas por el gobierno federal para mantener a Yucatán unido al pacto federal, aportando el material de guerra y soldados que necesitaba el estado para pelear en la Guerra de Castas es en esta época que se inicia la deportación de indígenas Raramuris y Mayos a Yucatán para servir como colonos y soldados, los Mayas los clasificaban como parte de los mestizos y blancos contra quien juraron luchar a muerte.
Es Benito Juárez quien empieza a dar forma al Ejército Federal, debilitando a la Guardia Nacional para quitarle peso a los gobernadores y caciques estatales que habían estado dominando la política del país; Como destacado liberal empieza a atraer y darle garantías a las inversiones extranjeras, otorga concesiones de explotación de hidrocarburos, puertos, ferrocarriles, etc. Para lo cual deja en manos de los estados la administración de esos recursos, que en contraprestación al gobierno federal le encarga los cuerpos armados, en las ciudades importantes se crean modernos cuerpos de policía al estilo de las gendarmerías francesas y en el resto del país en su mayoría rural, crean dependiente de la “Secretaría de Gobernación” el Cuerpo de Policía Rural los famosos Rurales el 25 de mayo de 1861y reglamentadas el 21 de enero de 1867
, a la que dota de una buena cantidad de discrecionalidad en su actuación, logrando poco a poco disminuir la delincuencia en las zonas rurales, como el caso de zonas alejadas para entonces de la capital como Tacubaya, Iztapalapa, Cuajimalpa, Cuautitlán, etc.
Lerdo de Tejada dura poco en el poder pero mantiene y continua la obra de Juárez, dando los primeros pasos para dotar al ejército de una industria militar moderna, que pueda surtir por sí sola lo necesario para el ejército, en el ámbito escolar militar crea programas tendientes a enviar estudiantes al extranjero para que a su regreso puedan enseñar a sus condiscípulos.

#### Ejército Federal en 1899
El Gral. Bernardo Reyes realizó una serie de libros sobre el ejército, comprendiendo propuestas para la organización del ejército, una monografía y fue el firmante de varios documentos producto de la reorganización del ejército, en su calidad de Secretario de Guerra y Marina, de estos la monografía de 1899 es el documento más conciso que permite dar un vistazo a la organización del “Ejército Federal”, en este menciona que se componía de 34,000 efectivos permanentes, armados con fusiles Máuser de origen español, pero que en caso de necesidad podía aumentarse a con 26,000 efectivos de la primera reserva más 100.000 de la segunda reserva a 160,000 efectivos. Adicionalmente menciona los siguientes detalles:
El ejército y la marina están organizadas bajo la “Secretaría de Guerra y Marina”, que está encabezada por un ministro o Secretario, cuya oficina se divide en cinco mesas o despachos, una sección de archivos y biblioteca, un Estado Mayor, un Departamentos de Ingenieros, uno de Artillería, uno de Caballería, uno de Infantería, uno de Cuerpo Médico y uno de Marina. A esta la asiste la “Plana Mayor del Ejército” integrada por diez generales de división y cuatro de brigada.
- Para el servicio y asistencia a los jefes se contaba con el Cuerpo Especial de Estado Mayor, integrado por jefes y oficiales técnicos, dispersados entre los varios jefes con mando.
- Para la instrucción militar, cada tantos batallones existe una Escuela Primaria Militar, además de otras escuelas como la de Aplicación para Artillería, Estado Mayor e Ingenieros, Bandas de Música, Veterinaria, Mariscalía, Médicos del Ejército y el Colegio Militar como centro de estudios superiores.
- Cuerpo del Servicio de Sanidad, con un Cuerpo Médico y otro Veterinario, la Escuela Médico Militar y doce Hospitales Militares uno por cada Zona Militar, con un médico y un veterinario por cada zona militar. Este cuerpo tiene secciones de enfermeros y camilleros, además de un tren ambulancia.
- Cuerpo de Administración Militar, en tiempos de paz solo tiene un pagador por cada cuerpo, en caso de guerra se crean los pagadores de División o Brigada, bajo cuyo mando quedan las “Panaderías de Campaña” con sus hornos rodantes y los trenes de transporte.
- Cuerpo de Administración de Justicia Militar, compuesto por una Corte de Justicia Militar, con cuatro salas, sección de archivo, Defensoría de Oficio, Ministerio Público y Cuerpo de Asesores. Tribunales de Instrucción radicados en los cuarteles de las zonas militares y diez Consejos de Guerra con carácter de permanentes.
- Cuerpo de Ingenieros, bajo cuyo mando están los Zapadores integrados en un Batallón, además del cuerpo del “Servicio militar de Telégrafos y Ferrocarriles” a cuyo resguardo esta un tren para transporte de pertrechos.
- Cuerpo de Artillería, tiene a su cargo la Maestranza, el Museo y la Biblioteca Militar, depósitos de Parque General, La fundición Nacional de Artillería y la Fábrica de Pólvora. Este cuerpo lo integraban cuatro batallones de artilleros y uno de ametralladoras, cada batallón en tiempos de paz tenía 12 cañones de batalla, 12 de montaña y 2 de artillerías a caballo, 104 bocas de fuego y 24 ametralladoras, todo con carruajes y dotación de artillería de plaza.
- Cuerpo de Caballería, integrada por catorce regimientos con cuatro escuadrones cada uno, ocho cuadros de regimiento, dos escuadrones y tres escuadrones regionales en Baja california, Sonora y Chihuahua. Además de la Gendarmería del Ejército (Policía Militar).
- Cuerpo de Infantería, compuesto por el batallón de zapadores y 28 batallones de línea compuestas por cuatro compañías cada uno, doce cuadros de batallón de dos compañías, dos batallones regionales en Yucatán y Tampico y siete compañías regionales en las zonas costeras.
- La Marina Armada se disponía de una corbeta, tres cañoneros, un transporte y un velero, con su cuerpos de Ingeniería Naval, Material Flotante y Fijo, Sanidad, Administración, Personal y Reclutamiento, contando con la Escuela Naval Militar y la Escuela de Marinería.

Como cuerpos adicionales están el Servicio de Transporte con un tren permanente y la capacidad para organizar otros en caso de guerra; un Asilo Militar de Inválidos, un depósito de Jefes y Oficiales donde se apostan los que no tienen mando de tropa; un depósito de Reemplazos, donde los estados mandan tropa para reemplazar las bajas del Ejército Federal.
Como reservas se consideró que el ejército contaba con dos clases, la Primera constituida por la división de 3,200 efectivos provenientes de los Rurales dependientes de la Secretaría de Gobernación, más las gendarmerías de aduanas y frontera bajo el mando de la Secretaría de Hacienda con 1,000 efectivos. Mas los cuerpos de Guardia Nacional, Policía Montada y a Pie de cada Estado. En la Segunda Clase estaban las Guardias Nacionales en asamblea. Todos con su depósito de jefes y oficiales.

## Porfiriato
El general Porfirio Díaz fue el promotor del ejército moderno que se enfrentó y formó parte de la Revolución Mexicana, incentivo la creación de una oficialía preparada y formada en las aulas del Colegio Militar para lo cual destino un mayor presupuesto al colegio y a dotar con becas para estudios en colegios militares extranjeros a cualquier cadete con capacidad para los cursos sobre todo en las ingenierías, para abrir espacios para estos nuevos oficiales que le serían más dóciles y fieles que la vieja oficialía, creó puestos públicos para los viejos oficiales nombrándolos gobernadores, jefe político, administrador, etc. con la intención de interesarlos por la permanencia del régimen y una paz que les permitiera disfrutar de sus bienes, desarrollo los cuerpos de comunicaciones, sanidad y transporte, este último basado en el ferrocarril y una marina moderna de barcos a vapor, lo que le permitió rotar la tropa en el país desligándola de sus jefes y reforzando el concepto de grupo nacional que se había creado en las luchas liberales y que tanto había de servir para evitar los pronunciamientos de caciques regionales, a los cuales les permitió controlar en parte a los cuerpos de Rurales y les dejó crear cuerpos privados que como “Milicias Civiles” que les daban control de sus zonas y una seguridad en sus acciones, estos cuerpos empezaron a ser llamadas Milicias Blancas por estar compuestas básicamente por jornaleros que vestían pantalón y camisa de lona blanca, estas eran entrenadas en los rudimentos militares por oficiales de los rurales o del Ejército Federal acantonado en la zona, el cual a su vez controlaba el armamento que poseían y les permitía saber de qué elementos se componían.
Para la modernización de la armada el general José María de la Vega González quien era “Jefe de Departamento de Marina” de la Secretaría de Guerra y Marina, presentó en 1890 un proyecto para crear un plantel militar de educación naval, que permitiera tener marinos y oficialía bien adiestrados para el manejo de los nuevos buques que la armada estaba adquiriendo, Es hasta el 21 de abril de 1897 que es aprobado el proyecto y creada la escuela en el Puerto de Veracruz, siendo inaugurados los cursos el 1 de julio de 1897, esta institución llamada Escuela Naval Militar es la primera parte de un proyecto que tiende a separar a la armada del cuero general del ejército. Adicionalmente en 1909 se manda al Colegio del Aire de Francia a un par de oficiales para estudiar el uso de globos en los campos de batalla como puntos de observación.
En esta etapa el Ejército Federal empezó a enviar guarniciones pero sobre todo grupos operativos lejos de su lugar de origen, para luego de terminada la operación regresarla a su terruño evitando así las represalias que se daban cuando un soldado local debía actuar contra personas de su misma comunidad, mismas que en muchas ocasiones causaron vendettas. Al contrario de lo que se cree el gobierno Porfirista disminuyó el tamaño del ejército, en muchas ocasiones por el monto menor asignado por el Congreso al ramo, lo que se entendería como una política de mejora de la calidad del ejército contra la simple cantidad.

## Revolución mexicana
Con el Plan de San Luis se da inicio formal a la Revolución Mexicana misma que en su etapa inicial es una serie de enfrentamientos entre las fuerzas maderistas formadas por irregulares y las fuerzas del Ejército Federal acantonadas en el norte del país y que acaba con la toma de Ciudad Juárez, donde las fuerzas maderistas son apoyadas indirectamente por elementos del ejército federal simpatizantes con el general Bernardo Reyes. Para explicar esta rápida victoria se ha especulado que el gobierno de los EE. UU. trató con los elementos militares afectos al Gral. Reyes mismos que dejaron en claro al viejo Gral. Díaz que no le apoyarían y que debería dejar la presidencia.
En forma independiente en el estado de Morelos y zonas adyacentes grupos indígenas de campesinos se organizan y vuelven a reclamar la instauración del sistema de ejidos colonial, que había sido extinguido por las leyes liberales de la Reforma, estas fuerzas se integran alrededor de la figura de Emiliano Zapata, formando un ejército irregular de elementos que solo combaten cuando no están en tiempos de labores agrícolas, pero que logra variados triunfos armados que apoyan el movimiento maderista del norte.

### Presidencia de Madero
Con la renuncia del general Díaz a la presidencia de la república el mando de las fuerzas armadas del país cae en un integrante de la camarilla política del general Bernardo Reyes, el Lic. Francisco León de la Barra quien organiza las elecciones donde Francisco I. Madero es electo presidente por lo que toma el mando supremo del Ejército Federal.
Madero, tratando de evitar confrontaciones, promete protección a los hacendados de Morelos frente las expropiaciones y tomas de tierras por parte de campesinos integrados en el ya llamado Ejército Libertador del Sur, quienes quieren la restitución inmediata de sus tierras. Ante el rechazo por Madero de un procedimiento tan radical, se produce el rompimiento entre ambos grupos e inicia la rebelión del Ejército Libertador del Sur de acuerdo con el Plan de Ayala, apoyándose en sus facultades constitucionales manda contener la revuelta al Ejército Federal bajo el mando del general Victoriano Huerta quien logra contenerla, mientras en el norte los indígenas Raramuris y las fuerzas de Pascual Orozco se sublevan, por lo que contenida la revuelta en el sur es enviado al norte el general Huerta donde manda a la División del Norte del Ejército Federal, Madero había desmovilizado las fuerzas irregulares que le habían ayudado o los había incorporado a las unidades regulares del Ejército Federal donde aprenden tácticas y se relacionan con la oficialía, como fue el caso de Pancho Villa y el general Felipe Ángeles. Huerta quien tenía una amplia experiencia en sofocar revueltas desde 1890 hizo una campaña rápida y muy publicitada lo que aumentó su fama ante el grueso del ejército, esta fue la primera campaña militar donde se usaron aviones en México como medio de comunicación y observación aunque piloteados por extranjeros. En este aspecto Madero también emprendedor, fue el primer mandatario en funciones en el mundo en volar en un aeroplano, durante una exhibición en los llanos de Balbuena en la Ciudad de México, y mandó a un grupo de oficiales a estudiar aeronáutica a los EE. UU., de los cuales dos eran sobrinos del gobernador de Coahuila.
El golpe de Estado nombrado Decena Trágica se da por el gran apoyo que aún tenía el general Bernardo Reyes en el “Ejército Federal”, quien con un puñado de soldados logra crear las condiciones para que el Gral. Victoriano Huerta aprese y logre las firmas de renuncia del Presidente Madero y del Vicepresidente Pino Suárez, lo que deja al “Secretario de Relaciones Exteriores” Pedro Lascuráin Paredes como encargado del despacho, el cual lo nombra “Secretario de Relaciones Exteriores” para luego renunciar y ser nombrado constitucionalmente presidente de la república y jefe supremo del Ejército Federal. Todo bajo la anuencia de un congreso integrado abrumadoramente por ex porfiristas.

### Gobierno de Huerta
Como presidente constitucional el general Victoriano Huerta ordena a las fuerzas del “Ejército Federal” apoyar a las facciones proclives a su persona y reprimir a las contrarias, por otra parte manda a los gobernadores un comunicado para que le entreguen el mando de sus Guardias Nacionales entre otras cosas, lo que es tomado como pretexto para rebelarse, el movimiento más sonoro fue el iniciado por el gobernador de Coahuila el Sr. Venustiano Carranza quien en el Plan de Guadalupe del 26 de marzo de 1913, donde declara nula la elección interina del presidente por parte del Congreso de la Unión, invitando a otros gobernadores a unir fuerzas para volver a la normalidad constitucional, esto se verifica en Hermosillo, Sonora, donde se forma un gobierno interino encabezado por Carranza con el título de “Jefe Máximo”.
Para organizar las diferentes fuerzas armadas que se integran al movimiento, provenientes tanto de cuerpos del Ejército Federal, como de la Guardia Nacional y de otros grupos menores se divide el territorio en siete Zonas Militares cada una con un cuerpo de ejército del Cuerpo del Ejército Constitucionalista llamados Cuerpo de Ejército constituidos por divisiones como la División del Norte:
- Noroeste bajo el mando del Gral. Álvaro Obregón para Sonora, Sinaloa, Chihuahua, Durango y el territorio de la Baja California.
- Noreste bajo el mando del Gral. Pablo González Garza para Coahuila, Nuevo León y Tamaulipas.
- Centro para zacatecas, Aguascalientes, San Luis Potosí, Guanajuato, Querétaro, Hidalgo y el estado de México.
- Occidente para Jalisco, Colima, Michoacán y territorio de Tepic.
- Oriente para Puebla, Tlaxcala y Veracruz.
- Sureste para Yucatán, Campeche, Tabasco, Chiapas y el territorio de Quintana Roo.

De los cuales solo los dos primeros fueron en la práctica constituidos, ambos cuerpos de ejército se dividieron el país de norte a sur, ya que el plan de campaña era presionar a las fuerzas del Ejército Federal a marchar hacia el centro del país, tomando los puertos y aduanas de las costas para dejarlo sin capacidad para abastecerse de armamento y de dinero, en el “Ejército del Noreste” la División del Norte de origen federal prefirió ser comandada por el Gral. Francisco Villa, lo que significó una seria división en este cuerpo.
En el desarrollo de la guerra el Ejército del Noroeste avanzó con pocas interrupciones, mientras el del Noreste tenía varias dificultades como eran las insubordinaciones del Gral. Villa quien no aceptaba el mando del general Pablo González, la División de Norte al tener una mayoría de oficialía profesional y una fuente segura de abastecimientos en los EE. UU. pudo crear un cuerpo bien disciplinado y con gran movilidad, lo que le permitió adelantarse a las fuerzas del Noreste y tomar ciudades como Torreón y Zacatecas aún en contra de las instrucciones del mando general del “Jefe Máximo”. Además de crear un gobierno alterno al de Carranza que organizó los territorios que controlaba. Es en esta etapa que fuerzas del “Ejército Federal” del arma de la Marina Armada leales a Huerta defienden de la intervención estadounidense al puerto de Veracruz, donde se destacan los cadetes de la Escuela Naval Militar de la Armada de México.
La lucha continuó hasta la renuncia del general Victoriano Huerta por lo que el gobierno provisional de Francisco Carvajal pacto con el gobierno constitucionalista el término de las hostilidades en los Tratados de Teoloyucan, donde además se pactaba la desmovilización y término del Ejército Federal formado en 1861.
Es en esta lucha que el gobierno carrancistas compra un avión, el “Sonora”, que tras varias peripecias es utilizado para la observación de las naves de la armada “Tampico” y “Guerrero” en el puerto de Guaymas donde estaban atrincheradas las fuerzas federales leales a Huerta, dándose luego en el puerto de Topolobampo el primer combate aeronaval a nivel mundial el 21 de abril de 1914, por otra parte el “Ejército Federal” había iniciado también el uso de aviones como puestos de reconocimiento. Una vez terminada la contienda y en la Ciudad de México, el gobierno constitucionalista organiza el que será el primer cuerpo formal del Colegio del Aire con tres aspirantes y varios auxiliares.

#### Reformas al Ejército
El general Victoriano Huerta emitió una ley de amnistía a la cual se acogieron varios de los líderes revolucionarios de la época del Maderismo como Pascual Orozco, Juan Andrew Almazán, Luis G. Garfias, Ambrosio Figueroa, permitiéndole una base armada para intentar reformar el Ejército Federal, con aprobación del Congreso logró aumentar el presupuesto, paso al Cuerpo de Policía Rural al mando de la “Secretaría de Guerra y Marina”, aumentando sus efectivos con las tropas de Higinio Aguilar, redistribuyó al ejército en divisiones, aumentó el número de generales divisionarios, creó el grado de Gral. de Ejército, que dio a los generales Mondragón, Félix Díaz y Aureliano Blanquet, mismo que le fue dado a él por el Congreso, aumentó el número de efectivos por medio de la leva y el servicio militar obligatorio a 97 mil en el mejor momento, compró armas, parque y granadas en España, las cuales distribuyó entre grupos campesinos por medio de la “Secretaría de Gobernación”, a la cual dejó con 10 mil miembros de rurales, 4 mil gendarmes y 16 mil de fuerzas regionales. Mediante el servicio militar, dispuso también la militarización de secundarias, preparatorias y universidades, así como asilos de huérfanos.

### Lucha de facciones
Como fue disuelto el Ejército Federal, los gobernadores pudieron crear, aumentar o remodelar sus cuerpos de Guardia Nacional, además de que al desaparecer las fuerzas de Rurales que para entonces estaban integradas al Ejército Federal, se crearon las Guardias Civiles, donde cada municipio creaba fuerzas armadas para actividades policiacas, sobre todo contra jefes revolucionarios locales que solo se dedicaban a actividades ilícitas como el abigeato, robo, secuestro, extorsión, etc.
El Gobierno Constitucionalista llamó a la Gran Convención de Jefes militares con mando de fuerzas y gobernadores de los Estados en la Ciudad de México con la intención de crear un gobierno nacional pero encabezado por Carranza, a lo cual se opusieron diferentes grupos como los villistas y los zapatistas (quienes participaban solo como observadores), al considerar que sus antecedentes porfiristas los hacían poco confiables, para realizar la convención se retiró el gobierno Constitucionalista al puerto de Veracruz, mismo que había sido recientemente desalojado por las fuerzas estadounidenses de ocupación.
En la convención a la que Carranza mandó como representante al general Álvaro Obregón y que ya se hallaba instalada en Aguascalientes se creó un nuevo gobierno federal representado por el general Eulalio Gutiérrez Ortiz con el cargo de Presidente, quien que se hallaba bajo la protección de la División del Norte que mandaba Villa, así como otras fuerzas menores, el Ejército Libertador del Sur participó en su defensa en forma no muy concisa, en este contexto la División del Norte contralaba el centro y este del norte de México, el Ejército Libertador del Sur los estados de Morelos, Guerrero, Puebla, Michoacán y secciones de Veracruz y Chiapas, el resto del país era controlado por fuerzas locales o los ejércitos del gobierno Constitucionalista con capital en Veracruz.
Un caso notable fue el de los cuerpos privados que compañías petroleras como la Compañía Mexicana de Petróleo El Águila tenían para la protección de sus pozos o los grupos radicales de izquierda que en Yucatán con el apoyo del Gral. Salvador Alvarado de origen constitucionalista lograron imponerse y crear el primer gobierno abiertamente socialista en el continente.
La Ciudad de México cambio varias veces de manos, quedando bajo las manos de zapatistas y constitucionalistas, hasta que los ejércitos Constitucionalistas con el reconocimiento del gobierno de los EE. UU. como gobierno legítimo pudieron evitar la venta indiscriminada de pertrechos militares a la División del Norte permitiéndoles irla derrotando poco a poco, el Gral. Obregón como jefe del ya llamado Ejército de Operaciones que abarcaba a varios cuerpos de ejército empezó a incorporar grupos de indígenas sobre todos Raramuris y Mayos, a los cuales prometió devolver las tierras arrebatadas durante el porfiriano, devolver a su tierra a los indígenas exiliados a Yucatán, entre otras prerrogativas.
El arma de aviación fue organizada en el Ejército Constitucionalista participando en varias misiones de observación y bombardeo, por su éxito el 5 de febrero de 1915 fue creada la “Arma de Aviación Militar”. Esta arma participó en la campaña de Yucatán, en el noreste y en la campaña del Bajío. Donde no se sabe de combates u observaciones con las naves aéreas que también poseía la División del Norte, en la campaña del Noreste el Gral. Pablo González Garza es el primer jefe militar en campaña que vuela en una aeronave, la cual recibió varios impactos de bala.
La División del Norte por su parte fue presa de la falta de parque y pertrechos, a pesar de tener bajo su control ricas minas en el norte, el gobierno de los EE. UU. le prohibió comprar directamente, lo que aumento considerablemente los costos, es en este contexto que muchos ex oficiales del Ejército Federal, que se habían unido a las fuerzas de Villa dejan sus filas para exiliarse en los EE. UU. lo que deja en el mando a oficiales poco preparados en el mejor de los casos, por otra lado el Gral. Obregón crea escuelas de oficiales de todas las graduaciones y armas, manda mejorar el armamento e implanta nuevas prácticas de combate como la trinchera y las ametralladoras, que en las batallas del Bajío en 1915, como la Batalla de Celaya, Batalla de Trinidad y la Batalla de León le permiten barrer con las cargas de caballería de la División del Norte.
Al ser tomado el control del país por las fuerzas constitucionalistas se volvió de facto el ejército nacional, por lo que hubo de organizarlo como dependencia de la Secretaría de Guerra y Marina se organizó el Departamento de Aviación en septiembre de 1915, bajo el mando del Gral. Alberto Salinas Carranza, el 15 de noviembre de 1915 crean la Escuela Nacional de Aviación y los Talleres Nacionales de Construcciones Aeronáuticas, ambos en el Campo Militar de Aviación de Balbuena en la Ciudad de México. Por otra lado para evitar la derrota por falta de armamento, como le había pasado a Villa, Carranza estableció el Departamento de Establecimientos Fabriles y Aprovisionamientos Militares el 16 de octubre de 1916, bajo el mando del Gral. Alfredo Braceda.

## Etapa Institucional
Terminada la lucha entre Constitucionalistas y Convencionistas, con Emiliano Zapata muerto las facciones zapatistas lentamente se integran al bando constitucionalista, donde son respetados sus grados militares y se les premia con tierras quitadas en un inicio a los hacendados que apoyaron a Huerta. En el norte, Pancho Villa continúa luchando contra los constitucionalistas, pero al prohibile el gobierno estadounidense la compra de parque se siente traicionado y ataca dos poblaciones de Nuevo México, con la posible intención de provocar una guerra entre los constitucionalistas y el gobierno estadounidense. Pero solo consigue provocar la Expedición Punitiva, basada en los varios tratados que existían para permitir la entrada de tropas de ambos países para perseguir forajidos, en esta el Gral. John J. Pershing comandante estadounidense aprecia varias estrategias de lucha relámpago o métodos de engaño como levantar polvo para aparentar mayor número de soldados, también se da la integración de indígenas Raramuris a las filas de los EE. UU. quienes enseñan las ventajas de poseer métodos de supervivencia, lo que motiva la creación de cursos para la oficialía estadounidense, misma que les servirá en las siguientes guerras, en esta expedición varios oficiales estadounidenses tienen sus bautizos de fuego como George Patton o Douglas MacArthur quienes en su momento apoyan la creación de unidades mexicanas en el ejército de los EE. UU.

### Reforma Carrancistas
Apaciguada la guerra, disminuida la fuerza de Villa en el norte y la fuerza del zapatismo en el sur, se emitió la nueva Constitución de 1917 que dio al gobierno encabezado por Venustiano Carranza con el cargo de Presidente Constitucional la solvencia política para enfrascarse en la creación de un nuevo Ejército Federal tomando como base el “Ejército Constitucionalista”, a donde fueron agrupados los diferentes grupos revolucionarios que intervinieron en la lucha y que se adhieren al “Constitucialismo”, estas reformas tienen como fin el disminuir el poder militar de los jefes revolucionarios para entregárselo al poder ejecutivo federal.
Iniciadas en marzo de 1917 el primer paso es disminuir el número de efectivos dando de baja a todos los soldados y oficiales entre 12 y 17 años mismos que podían reingresar luego de pasar por un establecimiento de educación militar, esto conlleva eliminar varios cuerpos de ejército, pasando a control de la Secretaría de Guerra y Marina el control y la paga de jefes de divisiones, regimientos y batallones. El 1 de junio se eliminan las comandancias militares y el mando de las tropas pasa al jefe de la guarnición de la capital estatal, se organizan los cuerpos irregulares de caballería e infantería en regimientos de 1,200 efectivos los de infantería y de 750 los de caballería mandados por un general brigadier, estos regimientos se formaron a su vez por dos batallones al mando de un coronel, se reduce a un solo grupo o elemento por regimiento los pagadores, servicios especiales y banda de música.
El gran número de oficiales y soldados desmovilizados se trataron de acomodar en cuerpos especiales, que sirvieran en colonias rurales, como las creadas en el Territorio de Quintana Roo o las Californias, además se les asignó la vigilancia de las vías férreas, por otra parte para los oficiales se creó la Legíon de Honor del Ejército Mexicano donde se les podría poner en comisiones como viajes de estudio, entrenamiento de la Guardia Nacional, etc. De tal suerte que hicieran un trabajo que justificara el sueldo que seguirían disfrutando, ya que el sistema porfirista de depósitos de jefes y oficiales siempre había sido solo una carga para el erario. En una reforma posterior se dividieron por estado y se crearon cuerpos nombrados por letras, cada uno con un director de grupo de grado de general brigadier o coronel, un jefe de detalle y un médico. Para los que no alcanzaran puesto en la legión o en un grupo activo se les concentró en la Ciudad de México a la espera de ver lo que se disponía.
En febrero de 1918 se reorganiza el cuerpo de Justicia Militar con cinco juzgados de instrucción militar y consejo de guerra, más 14 de tipo foráneo. En el ámbito educativo se creó en enero de 1917 la Escuela Constitucionalista Médico Militar, la Academia de Estado Mayor que sustituía al "Colegio Militar” que había sido deshecho en 1914 junto al “Ejército Federal” y que fue poco a poco entrando en funcionamiento. Pero en enero de 1920 fue reabierto el “Colegio Militar” mismo que abrió con una dirección general y seis escuelas en el exmonasterio de Betlemitas en la Ciudad de México, estas escuelas eran infantería, caballería, administración militar, ingenieros militares, artillería y estado mayor.
Para organizar al ejército se creó una comisión integrada por los generales Jacinto B. Treviño (quien la presidía y era militar de carrera), Federico Montes, Alfredo Brecena, Francisco L. Urquizo y Eduardo Paz, además de los Lic. Ramón F. Frausto y el senador Francisco Labastida Izquierdo. Esta comisión debía organizar un ejército de 133,510 efectivos con 10 generales de división, 204 generales de brigadieres, 2,617 jefes y 12,493 oficiales, que en conjunto gastaban 120 millones de pesos, divididos estos en seis zonas militares.

## México posrevolucionario

### Reforma Obregonista
Luego de la sucesión presidencial de 1920 que le costó la vida al Sr. Venustiano Carranza, México quedó en poder del llamado grupo Los Sonorenses en el cual el Gral. Álvaro Obregón tuvo el papel protagónico, es bajo este personaje como presidente constitucional que empieza a resaltar la figura del Gral. Joaquín Amaro quien se había destacado como militar, primero como maderista, luego como convencionista, para luego pasar al constitucialismo y por fin quedar entre los obregonistas, donde en estos últimos, tuvo una destacada labor en la lucha contra los villistas, en cuya lucha logró la rendición de villa y se le ha relacionado con su muerte.
Las reformas a la organización del ejército propuestas durante el gobierno del Gral. Álvaro Obregón e impulsadas en la gestión como Secretario de Guerra y Marina del Gral. Joaquín Amaro tenía como ejes cuatro puntos
- Limitar el ejército a los estrictamente necesarios, unos 50 mil.
- Proceder a la revisión de los grados de jefes y oficiales con criterios concretos.
- Dejar el número necesario de plazas de jefes y oficiales, para el ejército y comisiones en la guardia civil, licenciando a los sobrantes para evitar elementos ociosos.
- A los restantes meterlos en un proceso disciplinario, de instrucción y moralización.

Para disminuir los 200 mil efectivos que tenía ya el ejército se empezó por licenciar a las guardias civiles y tropas voluntarias que se habían integrado por la revuelta del Plan de Agua Prieta. Se crearon colonias agrícolas en las haciendas expropiadas que beneficiaron a pocos grupos, sobre todo de zapatistas. Se dividió el país en seis Zonas Militares con 10 mil efectivosS asignados, formados por batallones de infantería y regimientos de caballería, con el número justo de jefes y oficiales, el excedente se licenció con la mitad de su sueldo mientras encontraban ocupación.; En lo administrativo Obregón dispuso aumentar el número de zonas militares y pasar de 20 a 35 el número de jefaturas de operaciones, con lo que disminuía la fuerza efectiva de los jefes de zona militar ya que en vez de gobernar las fuerzas de varios estados, normalmente solo controlarían a la de un estado.

### La revuelta de Adolfo de la Huerta
Durante la sucesión presidencial de 1923 se formó una especie de sindicato militar bajo el nombre de “Unión de Militares de Origen Revolucionario” teniendo como cabeza a los generales Cándido Aguilar, Salvador Alvarado, Rafael Buelna, Marcial Cavazos, Manuel M. Diéguez, Enrique Estrada, Manuel García Vigil, Guadalupe Sánchez y Antonio I. Villarreal, quienes se opusieron a la candidatura de Plutarco Elías Calles por considerarlo con poco mérito militar y ser de ideas extremistas, sobre todo de tipo socialistas, mismos que fueron nulificados rápidamente al tenerse noticias de intenciones golpistas para colocar en la presidencia a alguno de ellos. Formando además un antecedente organizado de participación en la política nacional.
Conjurada esta inicial rebelión se inicia la candidatura oficial de Calles, a la cual se opuso militarmente una gran mayoría del ejército constitucionalista comandado por los jefes de zona de operaciones bajo el Plan de Veracruz, el ejército para el momento se componía de 508 generales, 2,758 jefes, 8,583 oficiales y 59,030 de tropa, de los cuales cerca de 50,000 se levantaron en armas, incluyendo marinos y fuerza aérea, quedando al ejército menos de 30,000 efectivos los cuales fueron reforzados rápidamente por las reservas del ejército.
Esta rebelión se luchó en diferentes frentes, los cuerpos de ejército tuvieron como apoyo la prohibición de la venta de armamento a los alzados por parte de EE. UU., el cual había reconocido al gobierno de Obregón y celebrado con este los Tratados de Bucareli en agosto de 1923, los mismos que fueron usados para desprestigiar al régimen de Obregón, filtrando supuestas cláusulas secretas como la prohibición para tener industria pesada por 50 años, para esta rebelión la Batalla de Ocotlán, donde el Gral. Amaro se destacó, fue decisiva y terminó por volver al ejército constitucionalista a la mayoría de las fuerzas rebeldes, donde fueron descabezadas de sus jefes y oficiales.

### Reforma militar de Plutarco Elías Calles
Designado el Gral. Joaquín Amaro Domínguez como “Secretario de Guerra y Marina” del gobierno del Gral. Plutarco Elías Calles y con el apoyo de su jefe de Estado Mayor el Cnel. José Álvarez y Álvarez, empezó una reorganización del ejército en forma paralela a la reorganización que Calles y Obregón llevaron en el ambiente civil de la nación, el primero de estos fue la creación no oficial de ejércitos obreros que hicieran un contrapeso eficaz al ejército, con el aumento lógico en el poder de los sindicatos sobre todo el dirigido por Luis N. Morones. Lo segundo fue continuar la disminución de los efectivos del ejército, licenciando a los oficiales de la primera reserva que fueran superfluos para el servicio, rebajando el presupuesto de 111 millones (el 30 % del total) a 83 millones. Para lograr esto redujo el número de trabajadores civiles en el ejército sustituyéndolos en sus funciones por personal militar, de los 50 batallones de infantería que contaban con 474 efectivos y los 80 regimientos de caballería con 442 a 337 efectivos poco se hizo, ya que la mayoría eran necesarios por el estado de alerta contra nuevas revueltas. Por otro lado mantuvo cuando menos dos regimientos de artillería de campaña y uno de montaña.
Por su parte de la Marina Armada poco se pudo hacer. El recorte de presupuesto indujo a anclar todos los barcos con problemas de mantenimiento, que para el momento eran la mayoría, además de cerrar el astillero de Guaymas en Sonora. En la fuerza aérea se contaba una historia similar pero sobre todo por la escasez de personal capacitado, ya que la mayoría no tenía una formación formal, por lo que se creó la “Escuela Militar de Aplicación Aeronáutica”, que para 1931 ya daba forma al primer regimiento aéreo y se aprueba en ese año el primer reglamento de funcionamiento del arma. De 1921 a 1931 se varía el número de jefaturas de operaciones de 31 a 37, y las jefaturas de guarnición de 40 a 55.
Para diciembre de 1926 el Gral. Amaro tenía 76,080 efectivos en el ejército y 500 cadetes en las distintas escuelas militares, funcionando con un presupuesto de 78,950,188.20 pesos que representaba poco menos del 26 % del presupuesto nacional.
Una medida importante fue el rotar a los jefes de las jefaturas de operaciones y a los elementos de cada una de estas, logrando así romper la tradicional obediencia incondicional al jefe inmediato que se creaba por la convivencia diaria, deslingando además a los cuerpos de la población civil local lo que evitaba acaudillamientos en la zona. A esto se agregó el evitar mantener a los soldados cerca de sus lugares de origen, por lo que fue creando el sentido de grupo en los miembros del ejército, aunque también motivó la sospecha de grupos locales contra los soldados que llegaban de lugares distantes, como caso especial eran los varios grupos indígenas que tradicionalmente solo peleaban juntos en un regimiento lo que era una especie de segregación, estos al estar lejos de su zona se vieron obligados a integrarse a los sitios donde se les asignaba o a pedir su baja para retornar a sus lugares de origen donde se les agrupó en los Cuerpos de Defensa Civil lo que evitaba la pérdida de sentido de grupo y comunidad. Esto trajo muchas críticas y una ardua defensa, tanto de militares como de civiles que se apoyaban en los cuerpos armados de sus amigos en el ejército para controlar sus cacicazgos. Por otro lado, el movimiento constante de las tropas enseñó a los soldados que existían maneras diferentes de ver el país y que este era mucho más grande que su región, lo que motivo la inmigración a nivel nacional, aunque preferentemente a las grandes ciudades de México, Guadalajara y Monterrey.
A los generales brigadieres que estaban en la reserva se les dio la comisión de levantar la “Carta geográfica y Militar de los Estados Unidos Mexicanos”, la misma que sirvió para planear la organización militar y dar en las aulas del colegio militar un entrenamiento en geografía de todo el territorio, reduciendo la dependencia del ejército de elementos regionales para llevar a cabo sus tareas. En el ámbito disciplinario el Gral. Amaro puso en práctica el fuero de guerra dejando cesantes a cuanto militar se tuvo de cierto una falta grave. En el plano civil la puesta a disposición de las autoridades judiciales fue lo más inmediata posible, logrando así disminuir las quejas contra los miembros del ejército.
En el aspecto del control de armas, dispuso el control de las armas de los civiles por parte de las autoridades civiles, mientras a los cuerpos armados de agraristas que componían las Guardias Civiles se les desarmó si no contaban con un apoyo político cercano a Obregón. A esto se sumó en 1930 un decreto por el cual pasaban a formar de las reservas del ejército y quedaban controlados directamente por el jefe de operaciones de la zona correspondiente.
Es en 1925 que se crea para la para la reforma legislativa del ejército dos comisiones, siendo la llamada “Permanente” la encargada de los estudios y presentación de las iniciativas de leyes y reglamentos y la segunda o “Gran Comisión” la encargada de su aplicación. La primera estaría integrada por los generales Amado Aguirre Santiago (como jefe), Jesús Garza, José Luis Amezcua, el Cnel. Alfredo López y el Tte. Cnel. Francisco Lazcano, mientras la segunda estaría compuesta por los miembros de la “Permanente” más los jefes y subjefes de los departamentos de las distintas armas con el jefe del Departamento de Aviación y los servicios auxiliares más el director del Colegio Militar.
Estas comisiones se reunieron en varias conferencias con los representantes de la Secretaría de Guerra y Marina, el estado Mayor Presidencial y agregados militares de embajadas. Estas tendrían la finalidad de modernizar la legislación militar que en su mayoría provenía de la época porfirista, con el agregado de implantar el Servicio Militar Obligatorio, el que se había considerado como una base para dar sentido de unidad nacional a los ciudadanos de la república y capacitarlos para defender a las instituciones y a sí mismos en caso de necesidad. Esto último no pudo llevarse a cabo ya que se opusieron varios de los caciques por considerarlo peligroso para sus intereses, ya que entre otras cosas incluía la educación básica para todos los mexicanos.

### Reforma legislativa militar de 1926
Durante 1925 se forman varias leyes que derogan o crean un nuevo derecho militar.
- Ley Orgánica del Ejército (15/marzo/1926): que deroga la creada en la época porfirista, donde se creó el cuerpo permanente del ejército, inicialmente con dos cuerpos de reservas para complementarla rápidamente en tiempos de guerra. Esta ley sujetaba a unos 50 mil efectivos con variaciones según el presupuesto anual aprobado, el reclutamiento debería ser voluntario con un contrato obligatorio de tres años de duración. Las reservas se incrementaron a cuatro, en la primera el ciudadano de 18 años se obligaría por contrato a tres años de servicio no permanente, durante su primer año recibiría instrucción militar los domingos por dos horas durante 20, 30 o más domingos; la segunda reserva se integraría por los ciudadanos de entre 21 y 26 años que no estuvieran en activo en el ejército. La tercera la formarían ciudadanos entre 27 y 36 años, para luego pasar a la cuarta de forma automática entre los 37 y 46 años, para la tercera y la cuarta reserva solo sería obligatorio entrar en servicio activo en caso de guerra extranjera. Por otro lado un paso importante fue la desaparición de la Guardia Nacional de los estados que estaban bajo el mando de los poderes judiciales estatales, lo que obligó a constituir los cuerpos civiles de policía judicial. Otra medida fue la creación del arma de aviación.
- Ley de Disciplina: que modificaba la porfirista y era aún más estricta, con una atenuante la permisividad por parte de la ley para no acatar las órdenes de un superior si estas eran perniciosas para el cumplimiento de su deber militar o el bienestar de los civiles. Como derivada de esta en 1928 se creó la Ley Orgánica del Ministerio Público Militar, con su cuerpo de defensores de oficio y el servicio de justicia militar.
- Ley de Retiros y Pensiones: que como novedad creaba una especie de seguridad social para el soldado, lo que le permitiría disfrutar de un dinero mensual tras jubilarse del ejército, esto se identificó como una forma de crear una adhesión permanente del soldado al gobierno independientemente de quien fuera el líder de este. Esta ley tomaba como fecha de inicio para la cuenta del tiempo de servicio el 19 de febrero de 1930, fecha de creación del Ejército Constitucionalista, que luego se tomó como fecha del Día del Ejército, Aunque para los militares que no hubieran servido al gobierno del Gral. Victoriano Huerta se les reconocía una fecha anterior, esta ley establecía el “Retiro Potestativo” con 20, 30 y 35 años de servicio con pensiones del 50 % al 75 % según años de servicio y grado.
- Ley de Ascensos y Recompensas del Ejército y Armada Nacionales: esta ley creaba una relación sólida entre el soldado y la institución ya que su ascenso en la jerarquía militar no estaría subordina al gusto o capricho de los superiores jerárquicos, es en esta que se crean los ascensos automáticos por permanencia en el ejército hasta el grado cabo para luego ascender solamente si se han aprobado satisfactoriamente los cursos de los diferentes planteles militares que existen para los generales, jefes, oficiales y tropa (Clases y Soldados), para lo cual debían pasar un tiempo mínimo de tiempo en el grado para poder aplicar a solicitar un nuevo ascenso, una situación importante es la creación del grado de General Brigadier que serviría como comodín entre el general de brigada encargado de una zona y el coronel encargado de los batallones de forma directa.

### Educación Militar
Como parte de la reforma a la educación militar se cambia el Colegio Militar al plantel de Popotla que durante el porfiriato sirvió de Escuela Normal, donde se remodelan y crean instalaciones, más modernas y amplias, ya que por entonces estaban estas instalaciones en la zona rural del Distrito Federal, este colegio abre cursos en agosto de 1926 con las escuelas de Caballería, Infantería, Artillería e Ingenieros, Vocacional, Educación Física e Intendencia y Administración, esto con vista a dar una educación militar académica y práctica. Además de otorgar becas a los mejores alumnos para estudiar en el extranjero en cuanta institución militar pudieran obtener acomodo, estos alumnos como parte de sus obligaciones debían enviar cada mes un informe de sus actividades y enviar cuanto material de estudio pudieran obtener, este era entonces estudiado y traducido en el Colegio y las escuelas para la formación de las jerarquías, esta información era entonces difundida a través de revistas y libros que eran facilitados en las instalaciones militares a los efectivos del ejército, como las revistas El Ejército y La Marina o El Soldado.
A los nuevos oficiales egresados del Colegio Militar se les asignó a los cuerpos problemáticos del ejército para así poder remover a los oficiales problemáticos de estos y meter a la disciplina a estos cuerpos, por otro lado la tropa debía recibir educación primaria y era difícil encontrar profesores normalistas que aceptaran ir a los cuarteles más lejanos como los de Chiapas o Yucatán, esto propicio que siguiera la tropa en el mismo nivel de indisciplina que tenía desde la época revolucionaria, lo cual en buena parte se solucionó cuando José Vasconcelos con sus Misiones Culturales envió profesores a cuanto rincón del país pudo, estos debían ser apoyados en muchas zonas por el ejército para ejercer el plan educador, ya que los caciques locales se oponían a la educación.

## México contemporáneo: modernización del Ejército

### Periodo de Lázaro Cárdenas
Durante la primera parte de su gobierno el general Cárdenas continuó con las reformas impulsadas por el general Plutarco Elías Calles que fueron sostenidas por los gobiernos bajo el Maximato, pero al romper el general Cárdenas con el Maximato, solicitó y obtuvo el 13 de junio de 1934 la renuncia de su gabinete en pleno, apoyado por diversas figuras políticas como el expresidente Emilio Portes Gil que desde el Partido Nacional Revolucionario logró manejar a los integrantes del gobierno, evitando con esto las asonadas que se vislumbraban por la expulsión de Calles del país, siendo la mayoría de sus apoyos de la gama de ideologías socialista, donde destacaba el general Francisco J. Múgica. Es así como se empiezan a dar choques armados entre grupos identificados con los movimientos fascistas y comunistas que en Europa se estaban poniendo de moda como el encuentro entre los “Camisas Doradas” contra “Obreros Comunistas” en la Plaza de la Constitución en la Ciudad de México.
Libre la presidencia del Maximato, el gobierno fue rápidamente influenciado por el grupo de izquierda en el Partido Nacional Revolucionario, quien logró que el gobierno se declarara como socialista, por lo que se emprendió una reforma educativa en la cual el socialismo sería el eje de esta, en contraposición de la llamada por entonces educación reaccionaria que había impulsado el fracasado candidato presidencial José Vasconcelos. Militarmente esta reforma trajo muchos problemas ya que varios caciques locales apoyados por religiosos católicos y de otras denominaciones se oponían a una educación laica, a veces solo con no permitir la asistencia de sus hijos pero en otras cortando las orejas de los profesores -como ocurrió varias veces en Guanajuato- o incluso matando a los profesores o alumnos universitarios que promovían el socialismo, como ocurrió con la maestra María Rendón en Veracruz (23-10-1934) y a un grupo de cinco universitarios y un campesino local en Villahermosa, Tabasco (15-7-1934). Esto obligó a movilizar tropas para proteger a los profesores, lo que acercó en parte la educación básica a la mayoría de las tropas, por lo que muchos pudieron mejorar su situación al poder acceder a los exámenes para alcanzar grados superiores al de cabo por este medio, dejando de depender de los caprichosos superiores.
La primera tarea eminentemente reformadora fue la Convención Médico – Militar, realizada en el Palacio de Bellas Artes en la Ciudad de México el 10 de octubre de 1936, lo que permitió mejorar la capacidad del cuerpo médico del ejército. Administrativamente se mantiene la división territorial por zonas de operaciones pero se da cada día más fuerza a las Zonas Militares, que en número de 13 varias veces cambiaron de manos para evitar que adquirieran influencia en la zona los jefes, Cárdenas puso en las jefaturas de estas a generales partidarios de él, los cuales varias veces los apoyaron para eliminar a los poderes civiles que presentaron alguna falla en su gobierno o en la lealtad al poder federal. Por otra parte se dio una tímida modernización del ejército con la adquisición aviones de guerra biplano a los EE. UU. que son destinados a la Escuela Militar de Aviación que el 27 de diciembre de 1937 es traslada del Campo Militar de Balbuena en la Ciudad de México al Campo Militar en Perote Veracruz, rifles M-1 y barcos guardacostas a los astilleros y armería de la entonces República Española, con quienes tuvo una excelente relación permitiendo durante la guerra civil española la salida más o menos legal de pertrechos de guerra, ya sea como fabricante o intermediario, además de combatientes mexicanos a los cuales no se les retiró la nacionalidad mexicana por combatir bajo las órdenes de un gobierno extranjero. Otra parte de esta modernización fue la adquisición de seis tanques provenientes de los EE. UU. que fueron recibidos el 4 de mayo de 1938 en el Campo Militar de Balbuena, por lo se crea el arma de blindados, aunque no entró en funcionamiento hasta el gobierno siguiente con la adquisición de más unidades y el entrenamiento de un número considerable de efectivos en su uso, sin dejar de mencionar que para esas fechas eran escasos los caminos que le permitieran ser un arma eficaz.
Es bajo esta circunstancia que su primera elección como Secretario de Guerra y Marina el general Andrés Figueroa muere el 17 de octubre de 1934, por lo que sube al poder el general Manuel Ávila Camacho, quien pone en marcha varias reformas sociales tendientes a mejorar la vida de los soldados dentro del ejército, como fueron la creación de un Fondo de Ahorros del Ejército, para lo cual se les descontó de su sueldo 10 centavos diarios, mientras su sueldo se incrementaba, que con un fondo inicial de casi medio millón para los tres días reportaba préstamos por más de un millón de pesos, lo que quitó una de las formas de control político para los jefes de las Zonas Militares. Otra fue la creación de escuelas para los hijos de los militares donde además se les alimentaba y vestía, y en su caso se les becaba para niveles de educación superior, lo que disminuyó la presión que tenían los militares para hacerse por otros medios de dinero para sus familias, esto contribuyó a reafirmar la lealtad de la tropa al gobierno federal, ya que los fondos para estos beneficios no dependían de los jefes. De estas medidas las dos más vistosa fue una, el impulso al deporte con la creación de varios centros deportivos exclusivos para los militares y sus familias, siendo los triunfos de los cuerpos de caballería en varias competencias internacionales las más sonadas. El otro el apoyo a aviadores militares para abrir rutas aéreas entre diferentes destinos como fue el caso del aviador Francisco Sarabia quien muriera en su regreso luego de abrir la ruta México – Nueva York.
Es aún habitual durante este periodo y con las medidas tomadas el estallamiento de pronunciamientos militares, como fue el caso de Lauro Rocha en 1937 en el estado de Jalisco, aunque luego el 10 de febrero de 1937 se expide una Ley General de Amnistía para los alzados en armas, lo que permite el regreso al país de muchos combatientes de la Revolución Mexicana que de alguna forma habían estado en el bando perdedor, por una política de conciliación elimina el 2 de abril de 1937 las reservas del Ejército, quitando estos cuerpos armados a los gobernadores estatales, además como una medida contra el grupo que apoyaba aún a los sonorenses, degrada y retira al general Rodolfo Herrero Hernández que como él había participado en el derrocamiento y muerte del presidente Venustiano Carranza, aunque luego debe combatir la revuelta armada del general Saturnino Cedillo (marzo de 1937 al 11 de enero de 1939) quien primero renuncia como secretario de agricultura para luego no aceptar el puesto de jefe de zona militar en Michoacán, esta rebelión tuvo un apoyo poco abierto de las compañías petroleras que con continuas huelgas apoyadas por el gobierno se veían perjudicadas, lo que terminó con la Expropiación Petrolera de 1938 y la muerte posterior del general Cedillo. Aunque luego siguiera en cierta forma con la candidatura del general Juan Andrew Almazán quien desligándose del Partido Nacional Revolucionario logró crear una candidatura verdadera contra el candidato oficial, lo que el gobierno de Cárdenas debió poner al ejército en las calles para lograr controlar la elección y evitar la derrota de su candidato, a lo que luego llevó una intentona de rebelión la cual fue rápidamente disuelta al no ser apoyada por el mismo Almazán quien recibió duras críticas de sus partidarios.

### Periodo de Manuel Ávila Camacho
Del periodo presidencial del Gral. Manuel Ávila Camacho el hecho militarmente más importante fue la entrada de México a la Segunda Guerra Mundial como país beligerante, ya que fue la primera vez que el país enviara tropas a un conflicto externo desde la Guerra de Independencia de los Estados Unidos aunque en aquella vez fue como parte del Imperio Español. Este conflicto iniciado en tiempos de su predecesor tuvo para las fuerzas armadas mexicanas el efecto de un acicate para dejar de ser un ejército del siglo XIX, como parte de esta estrategia el gobierno mexicano realizó un convenio con los EE. UU. y otras naciones para legalizar el enrolamiento mutuo de elementos extranjeros, por esto, un grupo de 150 pilotos de la Fuerza Aérea Mexicana pudieron incorporarse a unidades aéreas de la Fuerza Aérea de los Estados Unidos sobre todo en el Pacífico, mientras soldados de infantería y otras armas pedían permisos para enrolarse en el Ejército de los Estados Unidos participando tanto en el teatro Europeo como en el Pacífico, estos normalmente solo estaban limitados por el manejo del idioma inglés, ya que al contrario de los soldados negros de los EE. UU. rara vez fueron segregados y colocados en tareas de intendencia o logística como se hacía por las leyes de segregación en los EE. UU. con los negros, para muchos mexicanos residentes legal o ilegalmente en los EE. UU. fue una forma de adquirir la ciudadanía estadounidense pero para muchos otros solo fue otro medio de trabajo, ya que la necesidad de mano de obra fue cubierta con los Tratados de Braceros, con los que podían legalizar su estadía y tener un trabajo seguro, aunque no siempre bien remunerado.
De este periodo lo más recordado es la participación del Escuadrón 201 en el teatro del Pacífico, al grado de oscurecer otras participaciones y hechos, como fue la organización civil para realizar simulacros de apagones en varias ciudades en previsión de bombardeos, la organización de civiles para recibir en sus casa a los conscriptos del nuevo Servicio Militar Nacional cuyo proyecto de ley se discutía desde la época porfirista con la cual se pretendía hacer del habitante del país un ciudadano con capacidad militar para la autodefensa. Además de la rápida modernización que tuvo que hacerse en el ejército, por lo cual se compraron tanques y aviones a los EE. UU., siendo los tanques un arma nueva en el ejército se optó por comprar los viejos tanques del ejército estadounidense, que habían servido a varios generales estadounidenses como George Patton para entrenarse en el uso de esa arma, en el caso de los aviones los que mayor impacto tuvieron fueron los de transporte de personal, ya que de inmediato se organizaron cuerpos aerotransportados, con los cuales iniciaron los cursos de paracaidismo en el ejército mexicano, en el aspecto naval las costas se defendieron navalmente por medio de patrullas de los EE. UU. que tuvieron abiertos los puertos mexicanos, esto debido a la falta de barcos útiles en la marina armada, esta aumento los puntos de vigilancia por las costas, para detectar el movimiento de barcos y sobre todo submarinos alemanes en la cercanía de la costa, esto basado en la introducción de radios de comunicación bidireccional, ya que hasta entonces la columna vertebral de las comunicaciones era el telégrafo por alambre lo que limitaba el alcance. Durante esta época se tuvo un temor de invasión nazi declararon la creación del ejército de charros o ejército charro que serviría de respaldo a las fuerzas nacionales por si los soldados eran derrotados.
En un aspecto paralelo, fue la introducción de los servicios regulares de espionaje o Inteligencia militar, que independientes de las policías judiciales y secreta de gobernación, se dedicaron a descubrir posibles espías y colaboradores de las Potencias del Eje, como fue el caso de algunas compañías radiofónicas en la frontera norte, que al pertenecer a ciudadanos alemanes fueron incautadas por el gobierno, otra área de trabajo fue el estado de Chiapas donde se asentaban varios inmigrantes alemanes, mientras en Michoacán era numerosa la de inmigrantes italianos.
Terminada la guerra se realizó una especie de limpia en el ejército al pasar a retiro unos 500 de 700 generales y muchos mandos, que en su mayoría provenían de las levas y civiles adheridos en la Revolución Mexicana, quedando un ejército de unos 60,000 efectivos en los cuales empezaron a proliferar la oficialía proveniente del Colegio Militar, es a este ejército que se reincorporan los elementos sobrevivientes de todas las armas a los que les fue permitido incorporarse en el ejército de los EE. UU. durante la guerra, los cuales llevaron al ejército su experiencia de combate, con lo cual empezaron a cambiar muchos de los procedimientos de entrenamiento y combate del ejército.

### Periodo de Miguel Alemán
Durante el sexenio del Lic. Miguel Alemán el desarrollo como una fuerza de combate moderna continuo, con varias acciones, como el envío de mayores números de cadetes becados del Colegio Militar a instituciones en el extranjero, destacándose los EE. UU.; la compra de equipos militares sobrantes de los EE. UU. entre los que destacan aviones de combate, barcos de guerra sobre todo destructores, guardacostas y transportes, de los cuales algunos continuarían en servicio luego del fin del milenio.
Administrativamente la Secretaría de la Defensa Nacional fue dividida, desincorporándole su sector naval que se transformó en la Armada de México, la cual durante el sexenio se fue construyendo, con el cambio de gobierno se dejó la Secretaría en manos del subsecretario Vicealmirante Luis Schaufelberger Alatorre quien se dio a la tarea de separar oficinas y reordenar el sector naval de guerra al que se le encontraron varias anomalías como los 100 000 pesos invertidos en la renovación del barco Teziutlán el cual debió desecharse por inservible, o el hundimiento del barco de cemento armado que el Gral. Heriberto Jara había mandado construir como auxiliar en el puerto de Veracruz, adicional a esto fue la muda de los astilleros de la Armada que tenía en la zona de las Lomas de Chapultepec en la Ciudad de México al puerto de Veracruz lo que representó un gasto de 12 millones, en este reordenamiento la Secretaría también tomó el mando de la Marina Mercante, para el 14 de septiembre de 1948 se abandero el primer batallón de Infantería de Marina de la armada, para que el 8 de octubre de 1948 tome el mando el Comodoro David Coello. En el aspecto educativo se construyó un nuevo plantel naval en Antonio Lizardo Veracruz con varios avances técnicos y sobre todo de espacio.
Durante marzo de 1948 se da la primera expedición en forma para tomar posesión de las islas Revillagigedo en la cual 3,000 personas de diferentes actividades participaron quedando sorprendidos por las riquezas encontradas, es así como se instala permanentemente una base de la armada en la Isla Socorro.
En la Secretaría de la Defensa Nacional se dio un mejoramiento constante en el área social, con la construcción de unidades habitacionales para los soldados y sus familias, ya sea que fueran para una estadía permanente o temporal estas instalaciones dieron un gran sentido de seguridad, ya que contaban con todos los servicios, como escuela, centro comercial, cine, electricidad, agua corriente, etc. La primera unida fue la llamada Ciudad Militar en Toluca inaugurada oficialmente el 3 de noviembre de 1952, antes en 1948 se había abierto la primera granja militar llamada Colonia Militar Venustiano Carranza en Coahuila que se construyó para disminuir los gastos por mantenimiento de las tropas al producir el mismo ejército buena parte de su comida y ganado necesario como los caballos para la caballería que por la escasez de caminos seguía siendo una de las armas principales del ejército. Otra medida social fue la creación del Banco Nacional del Ejército y la Armada (Hoy Banjército) cuya creación fue aprobada por el Congreso el 13 de diciembre de 1946.
En el aspecto educativo militar la inauguración de la Escuela Superior de Guerra fue necesaria para lograr una oficialía mejor preparada, es así que el 16 de mayo de 1947 se inician los cursos y de inmediato se ve la necesidad de mejorar las instalaciones del Colegio Militar que por el crecimiento de la Ciudad de México se había empezado a ver afectado en su capacidad para hacer ejercicios, ya que debían hacer largos viajes los cadetes para tener un campo lo suficientemente amplio. Inicialmente se pensó y tomó posesión de un rancho en el municipio de Tlalnepantla donde se hicieron varios ejercicios militares aunque no se consolidó el traslado.
Administrativamente por decreto presidencial el 23 de septiembre de 1948 se cambia oficialmente el nombre de “Ejército Nacional” por el de “Ejército Mexicano”, mientras durante 1950 se desaparecen las ya 33 zonas militares en que se había dividido el país, inicialmente el plan era crear 9 zonas militares que abarcaran por lo menos tres estados, pero diferentes conflictos entre los jefes de zona militar, gobernadores y caciques como el registrado entre el general Manuel Larraga y el cacique potosino. El general Santos, obligó a establecer 22 zonas que en muchos casos dividían los estados en por lo menos dos zonas.

### 1960 a la fecha
En 1967 se crea una nueva Zona Militar, quedando en 35 la división territorial militar. Por aquel entonces los efectivos del ejército eran de 40.200: la población del país, de 34'9213.129 habitantes: la proporción. pues. arrojaba un soldado por cada 869 civiles.
A pesar del desarrollo castrense, no fue sino hasta 1970 que hubo un Secretario de la Defensa Nacional totalmente profesional.
Egresado como hijo del Colegio Militar (General Marcelino García Barragán).
En 1976 el Instituto Armado contaba 87.571 militares, la población nacional era de 60014.000 mexicanos, la proporción: un soldado por cada 685 civiles. Para 1982 la proporción era de un soldado por cada 740 civiles.
Para el año de 1986, siendo el 8 de diciembre la fecha exacta, se reforma y queda aprobada la nueva Ley Orgánica del Ejército y Fuerza Aérea Mexicanos, definiendo la actividad primordial del ejército nacional reforzando el concepto y compromiso de servidor público.
| Año  | Total | Año  | Total         |
| ---- | ----- | ---- | ------------- |
| 1876 | 37463 | 1913 | 69049         |
| 1877 | 29364 | 1913 | 91785         |
| 1880 | 33000 | 1913 | 150000        |
| 1881 | 27507 | 1913 | 200000        |
| 1884 | 34050 | 1914 | 250000        |
| 1886 | 34881 | 1914 | 28323         |
| 1886 | 35002 | 1914 | 38600         |
| 1893 | 22000 | 1916 | 250000        |
| 1895 | 24489 | 1917 | 175000        |
| 1896 | 30112 | 1917 | 147120        |
| 1898 | 26000 | 1918 | 160000-135000 |
| 1399 | 30335 | 1918 | 133510        |
| 1899 | 30305 | 1920 | 99595         |
| 1899 | 99639 | 1921 | 120490        |
| 1901 | 34000 | 1923 | 70818         |
| 1909 | 29966 | 1924 | 82735         |
| 1905 | 28154 | 1925 | 62947         |
| 1906 | 28588 | 1926 | 53018         |
| 1907 | 27696 | 1927 | 68728         |
| 1910 | 25430 | 1928 | 67249         |
| 1910 | 36700 | 1999 | 73567         |
| 1910 | 29000 | 1930 | 72556         |
| 1913 | 32594 | 1930 | 63007         |
| 1913 | 61000 |      |               |